# Santa Lucía
Santa Lucía (en inglés: Saint Lucia; en criollo santalucense: Sent Lisi) es un país insular de América, ubicado en el mar Caribe, al norte de San Vicente y las Granadinas y al sur de la isla de la Martinica. Cubre una superficie terrestre de 617 km2  con una población estimada de 183 629 habitantes en el año 2020. La capital y ciudad más grande de la nación es Castries, donde vive más de un tercio de la población total. Santa Lucía es una de las islas de Barlovento, el nombre proviene de Santa Lucía de Siracusa.
Se cree que los primeros habitantes de la isla, los arahuacos, se establecieron en ella entre los años 200 y 400 d. C. En el año 800, la isla pasó a manos de los kalinago. Los franceses fueron los primeros colonos europeos que se establecieron en la isla y firmaron un tratado con los caribes nativos en 1660. Los ingleses tomaron el control de la isla en 1663. En los años siguientes, Reino Unido y Francia lucharon 14 veces por el control de la isla; en consecuencia, el control sobre esta posición geopolítica muy importante cambió con frecuencia. Finalmente, los británicos tomaron el control total en 1814, poco después de la victoria sobre el emperador francés Napoleón I. Debido a que la isla cambió tan a menudo entre el control británico y francés, Santa Lucía también fue conocida como la "Helena de Occidente" en honor al personaje mitológico griego, Helena de Troya.
El gobierno representativo se introdujo en 1924 y el sufragio universal se estableció en 1951. De 1958 a 1962, la isla fue miembro de la Federación de las Indias Occidentales. El 22 de febrero de 1979, Santa Lucía se convirtió en un estado independiente, aunque permaneció como un reino de la Mancomunidad. Santa Lucía es miembro de las Naciones Unidas, la Organización de los Estados Americanos, la Organización Mundial del Comercio, CARICOM y la Organización de Estados del Caribe Oriental (OECO). También es miembro de la Organización Internacional de la Francofonía. También forma parte del Caribe anglófono.

## Etimología
El nombre del país hace referencia a Lucía de Siracusa, una mártir cristiana que padeció durante la persecución de Diocleciano. Es venerada en la Iglesia católica, ortodoxa y luterana. Se nombró así debido a que Cristóbal Colón arribó a la isla el 13 de diciembre, día consagrado a Santa Lucía. Antiguamente, los arahuacos, los primeros habitantes de la isla, la nombraron Iouanalao, que significa «lugar de iguanas», por la abundancia de estos reptiles.

## Historia

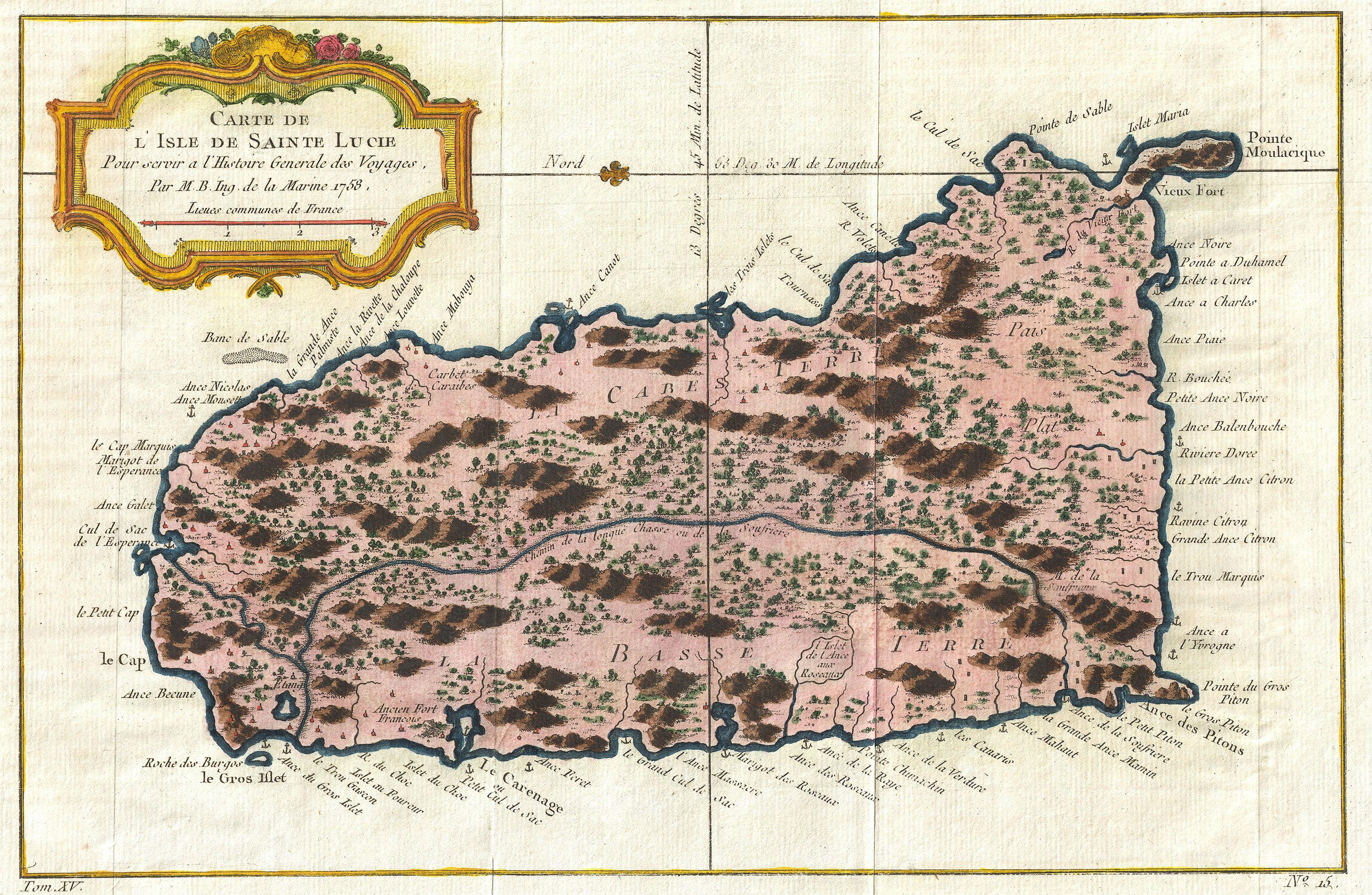
Mapa de Santa Lucía en 1758, bajo el dominio francés.

### Periodo precolonial
Los primeros habitantes probados de Santa Lucía fueron los arahuacos, aunque es posible que hubiera otros pueblos nativos antes que ellos. Se cree que procedían del norte de Sudamérica, en torno a los años 200-400 d. C., ya que existen numerosos yacimientos arqueológicos en la isla donde se han encontrado muestras de su cerámica. Los arahuacos llamaban a la isla Iouanalao, que significa "Tierra de las Iguanas", debido al gran número de animales de este tipo presentes en el lugar.
Los caribes llegaron en torno al año 800 d. C. y arrebataron el control a los arawaks matando a sus hombres y asimilando a las mujeres a su propia sociedad. Llamaron a la isla Hewanarau, y más tarde Hewanorra, que significa "allí donde se encuentran iguanas".

### Colonización Europea
Es posible que Cristóbal Colón avistara la isla durante su cuarto viaje en 1502, pero no la menciona en su diario. El explorador español Juan de la Cosa anotó la isla en su mapa de 1500, llamándola El Halcón, y otra isla al sur Las Agujas. Una cédula española de 1511 menciona la isla dentro del dominio español, y un globo terráqueo del Vaticano realizado en 1520, muestra la isla como Sancta Lucia. A finales de la década de 1550, el pirata francés François le Clerc (conocido como Jambe de Bois, debido a su pata de palo) estableció un campamento en la isla Pigeon, desde donde atacaba a los barcos españoles que pasaban por allí.
En 1605, un navío inglés llamado Oliphe Blossome se desvió de su ruta hacia Guyana, y los 67 colonos iniciaron un asentamiento en Santa Lucía, tras ser recibidos inicialmente por el jefe caribe Anthonie. El 26 de septiembre de 1605, sólo sobrevivían 19 tras los continuos ataques del jefe caribe Augraumart, por lo que los colonos huyeron de la isla. Los ingleses intentaron asentarse de nuevo en la isla en 1638, pero los caribes siguieron mostrándose hostiles. Finalmente, los franceses reclamaron la isla en 1650 y firmaron un tratado con los caribes en 1660. En 1664, Thomas Warner (hijo de Sir Thomas Warner, gobernador de San Cristóbal) reclamó Santa Lucía para Inglaterra, pero los ingleses huyeron de nuevo en 1666, y los franceses obtuvieron el control total de la isla tras la firma del Tratado de Breda. Santa Lucía se convirtió en colonia oficial de la Corona francesa en 1674, como dependencia de Martinica.

### SiglosXVIIIyXIX
Tras el desarrollo de la industria azucarera basada en la esclavitud, tanto británicos como franceses encontraron la isla atractiva. Durante el siglo XVIII, la isla cambió de dueño o fue declarada territorio neutral una docena de veces, aunque los asentamientos franceses permanecieron y la isla fue una colonia francesa de facto hasta bien entrado el siglo XVIII.
En 1722, Jorge I de Gran Bretaña concedió Santa Lucía y San Vicente al II duque de Montagu. Montagu nombró vicegobernador a Nathaniel Uring, capitán mercante y aventurero. Uring se dirigió a las islas con un grupo de siete barcos y estableció un asentamiento en Petit Carenage. Al no conseguir suficiente apoyo de los buques de guerra británicos, él y los nuevos colonos fueron rápidamente expulsados por los franceses.
Durante la guerra de los Siete Años, Gran Bretaña ocupó Santa Lucía durante un año, pero devolvió la isla a los franceses en 1763, en virtud del Tratado de París. Al igual que ingleses y holandeses en otras islas, en 1765 los franceses comenzaron a desarrollar la tierra para el cultivo de la caña de azúcar como producto básico en grandes plantaciones. Los británicos volvieron a ocupar la isla en 1778.
De 1782 a 1803, el control de la isla cambió varias veces. En enero de 1791, durante la Revolución Francesa, la Asamblea Nacional envió cuatro comisarios a Santa Lucía para difundir la filosofía revolucionaria. En agosto de 1791, los esclavos empezaron a abandonar sus propiedades y el gobernador Jean-Joseph Sourbader de Gimat huyó. En diciembre de 1792, el teniente Jean-Baptiste Raymond de Lacrosse llegó con panfletos revolucionarios, y los blancos empobrecidos y las personas libres de color empezaron a armarse como patriotas. El 1 de febrero de 1793, Francia declaró la guerra a Inglaterra y Holanda, y el general Nicolas Xavier de Ricard asumió el cargo de gobernador. La Convención Nacional abolió la esclavitud el 4 de febrero de 1794. El 1 de abril de 1794, Santa Lucía fue capturada por una fuerza expedicionaria británica dirigida por el vicealmirante John Jervis. Morne Fortune pasó a llamarse Fort Charlotte. Pronto, una fuerza combinada de soldados del Ejército Revolucionario Francés y cimarrones, L'Armee Française dans les Bois, comenzó a contraatacar, iniciando la Primera Guerra de las Brigadas.
Poco después, los británicos invadieron la isla en el marco de la guerra con Francia que acababa de estallar. El 21 de febrero de 1795, las fuerzas francesas, bajo el control nominal de Victor Hugues, derrotaron a un batallón de tropas británicas en Vieux Fort y Rabot. En 1796, Castries fue incendiada como parte del conflicto. En 1796, al frente del 27.º Inniskilling Fusiliers, el general John Moore retoma Fort Charlotte tras dos días de encarnizados combates. Como homenaje, el color del regimiento de los Fusileros se exhibió en el asta de la fortaleza capturada en Morne Fortune durante una hora antes de ser sustituido por la Union Jack. Tras la captura del fuerte, el superior de Moore, Ralph Abercromby, abandonó la isla y puso a Moore al mando de la guarnición británica. Moore permaneció en este puesto hasta que enfermó de fiebre amarilla, lo que provocó su regreso a Gran Bretaña antes de 1798.

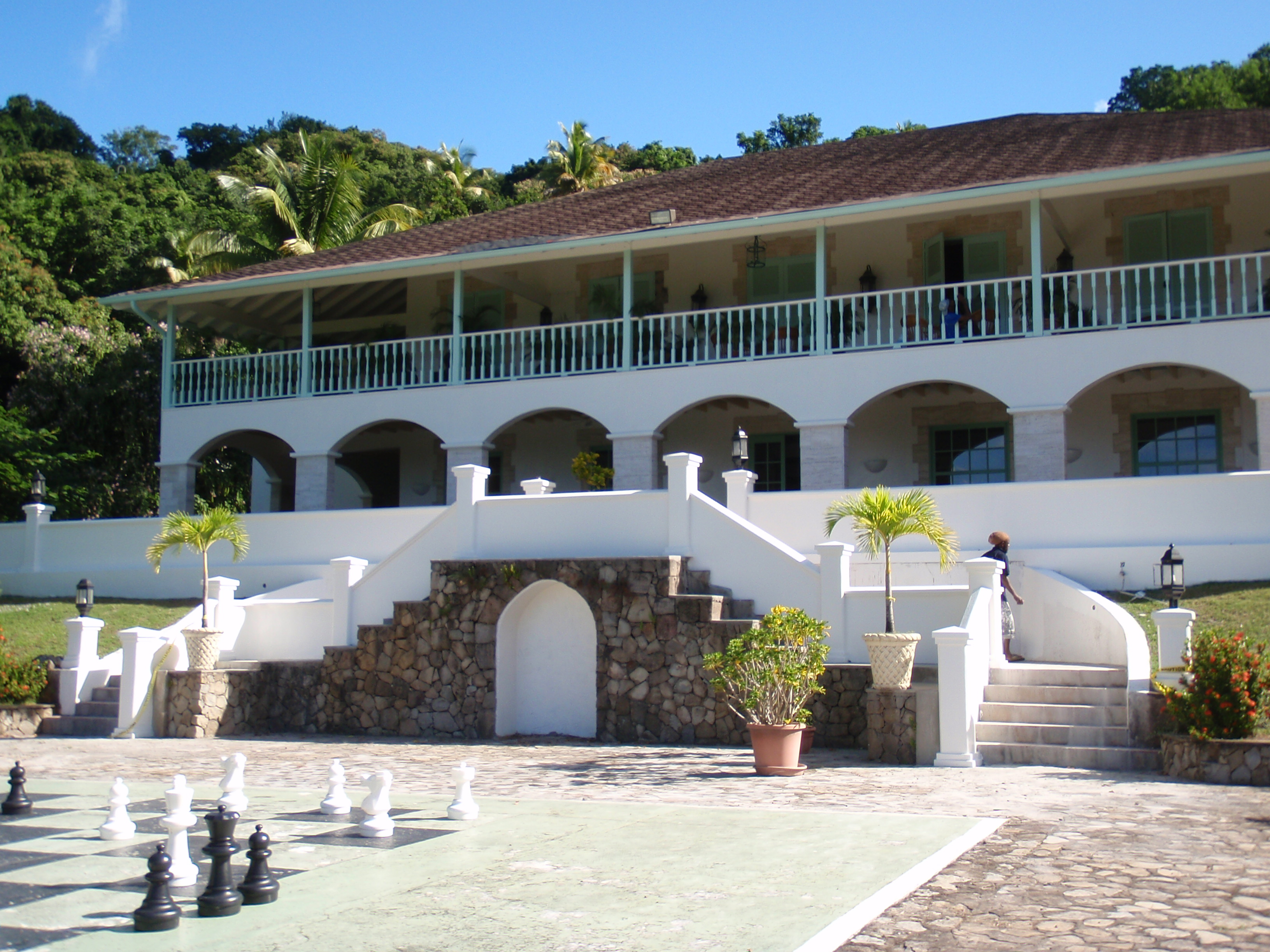
Una antigua plantación en Jalousie Santa Lucía

En 1803, los británicos recuperaron el control de la isla. Muchos miembros de L'Armee Française dans les Bois escaparon a la espesa selva tropical, donde eludieron su captura y establecieron comunidades cimarronas.
En tiempos de dominio francés nació en Santa Lucía, Juan Bautista Bideau, marino y republicano, prócer de la independencia de Venezuela, quien salvó la vida al Libertador Simón Bolívar en Ocumare de la Costa. Murió resistiendo a los realistas en la Casa Fuerte de Barcelona en 1817.
La esclavitud continuó en la isla durante poco tiempo, pero el sentimiento antiesclavista iba en aumento en Gran Bretaña. Los británicos pusieron fin a la importación de esclavos por cualquier persona, blanca o de color, cuando abolieron el comercio de esclavos en 1807.
Francia y Gran Bretaña siguieron disputándose Santa Lucía hasta que los británicos se la aseguraron en 1814, como parte del Tratado de París, que puso fin a las guerras napoleónicas. A partir de entonces, Santa Lucía fue considerada una de las colonias británicas de las Islas de Barlovento.
La institución de la esclavitud fue abolida en la isla en 1834, al igual que en todo el Imperio Británico. Tras la abolición, todos los antiguos esclavos debían cumplir un "aprendizaje" de cuatro años, para acostumbrarlos a la idea de la libertad. Durante ese periodo, trabajaban para sus antiguos amos al menos tres cuartas partes de la semana laboral. La plena libertad fue debidamente concedida por los británicos en 1838. Para entonces, el número de personas de etnia africana superaba con creces al de las de origen europeo. Los descendientes de caribes también eran minoría en la isla.

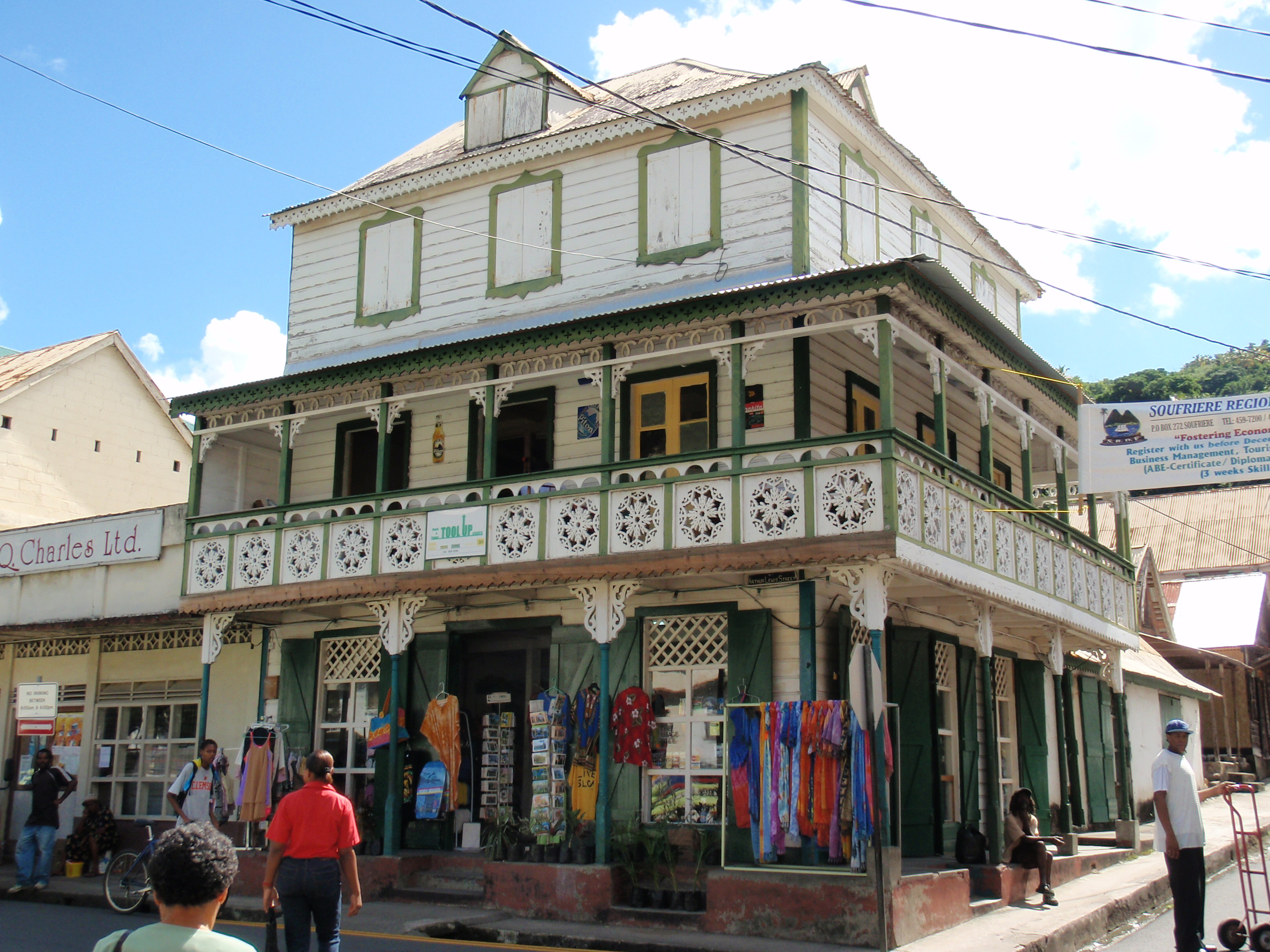
Antiguo edificio colonial en Soufrière, Santa Lucía

### SigloXX
El primer gobierno representativo de Santa Lucía se instauró en 1924, y las primeras elecciones tuvieron lugar en 1925. Muchos ciudadanos de Santa Lucía sirvieron durante la Segunda Guerra Mundial, y el conflicto visitó directamente la isla durante la Batalla del Caribe, cuando un submarino alemán atacó y hundió dos barcos británicos en el puerto de Castries el 9 de marzo de 1942. Estados Unidos utilizó la isla como centro militar durante la guerra, incluyendo el establecimiento de una base naval secundaria en Gros Islet y el uso de lo que hoy es el aeropuerto internacional de la isla como base de la fuerza aérea.

En 1951 se introdujo el sufragio universal y ese mismo año se celebraron elecciones. En 1958, Santa Lucía se unió a la Federación de las Indias Occidentales, aunque la federación se disolvió pocos años después, en 1962. En 1967, Santa Lucía se convirtió en uno de los seis miembros de los Estados Asociados de las Indias Occidentales, con autogobierno interno. La independencia se obtuvo pacíficamente en 1979 bajo el mandato de Sir John Compton, del Partido de los Trabajadores Unidos, y la isla permaneció dentro de la Commonwealth británica, manteniendo como monarca a la entonces reina Isabel II, representada localmente por un Gobernador General.

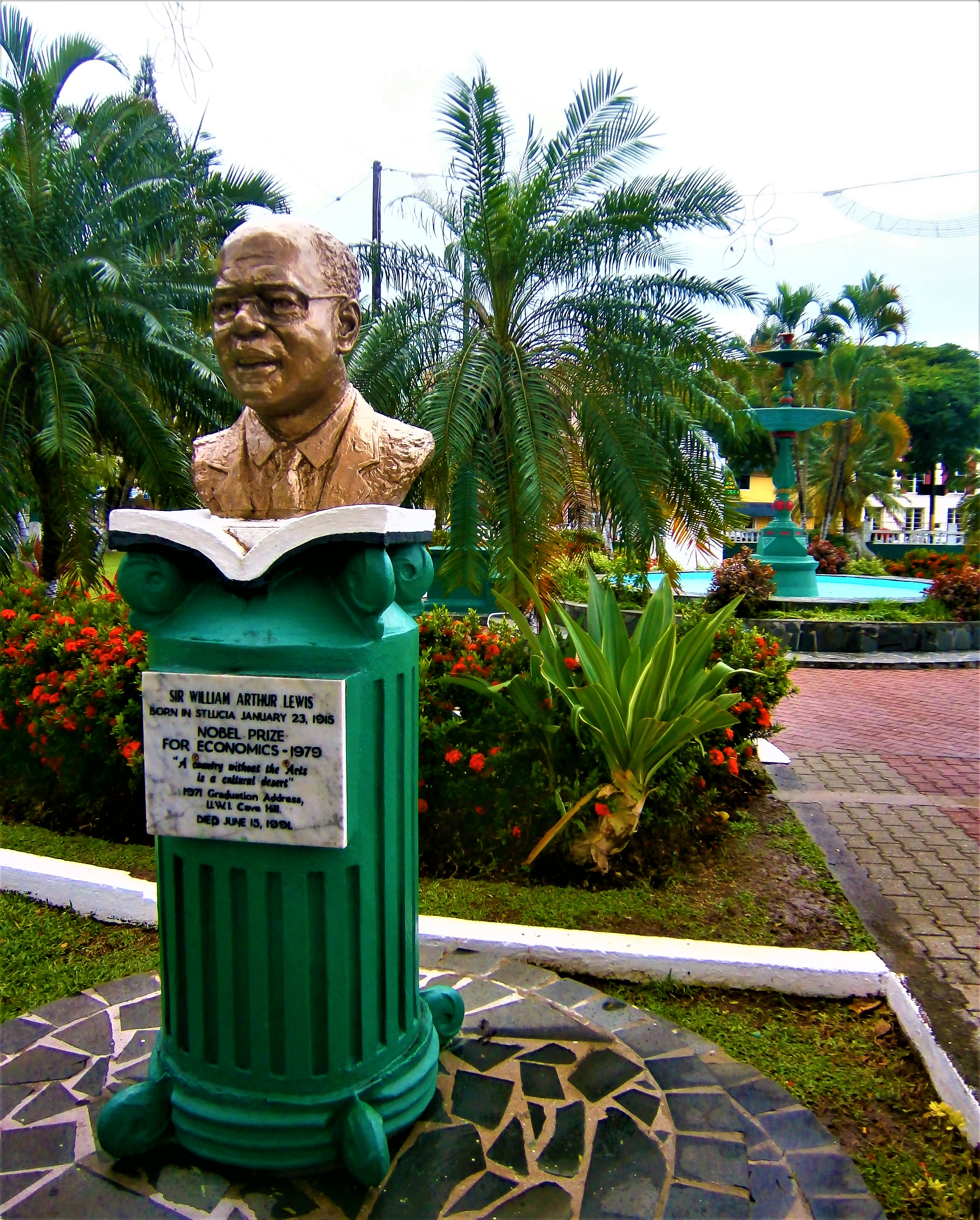
Monumento al Premio Nobel de Economía Arthur Lewis (1915-1991), primer santalucense en ganar un Nobel, en 1979.

### Después de la independencia
A pesar de llevar al país a la independencia, el mandato inicial de Compton como primer ministro duró sólo unos meses, al ser derrotado por el Partido Laborista de Santa Lucía (SLP) de Allan Louis y en las elecciones generales de 1979. En 1980, el huracán Allen azotó la isla, destruyendo gran parte de sus infraestructuras y reduciendo el crecimiento económico. Compton volvió al poder tras las elecciones generales de Santa Lucía de 1982, después de mucha inestabilidad durante el mandato del gobierno laborista.
Durante la segunda etapa de Compton al frente de la isla, las exportaciones de plátanos aumentaron significativamente y se convirtieron fácilmente en la principal fuente de ingresos del país. También se mejoraron las infraestructuras y se amplió la educación a las zonas rurales. Santa Lucía también fue clave en la invasión estadounidense de Granada. Durante las décadas de 1990 y 2000, la economía de la nación empezó a alejarse de la agricultura y se orientó hacia el turismo bajo el liderazgo de Kenny Anthony. Los atentados del 11 de septiembre de 2001 en Estados Unidos mataron a dos ciudadanos de Santa Lucía y provocaron una ralentización económica en el país. Aunque el crecimiento siguió siendo decente hasta el comienzo de la Gran Recesión. La recesión, así como la llegada a tierra del huracán Tomas en 2010, provocaron un lento crecimiento económico durante los primeros años de la década de 2010, aunque la economía repuntó durante la última parte de la década y evitó la contracción hasta 2020, después de que la pandemia de COVID-19 causara importantes problemas económicos a nivel mundial.
En junio de 2016, el Partido de los Trabajadores Unidos (UWP), liderado por Allen Michael Chastanet, ganó once de los diecisiete escaños en las elecciones generales, desbancando al Partido Laborista de Santa Lucía (SLP) del actual primer ministro Kenny Anthony. Sin embargo, el Partido Laborista de Santa Lucía ganó las siguientes elecciones en julio de 2021, por lo que su líder Philip J. Pierre se convirtió en el noveno primer ministro de Santa Lucía desde la independencia.

## Política y gobierno

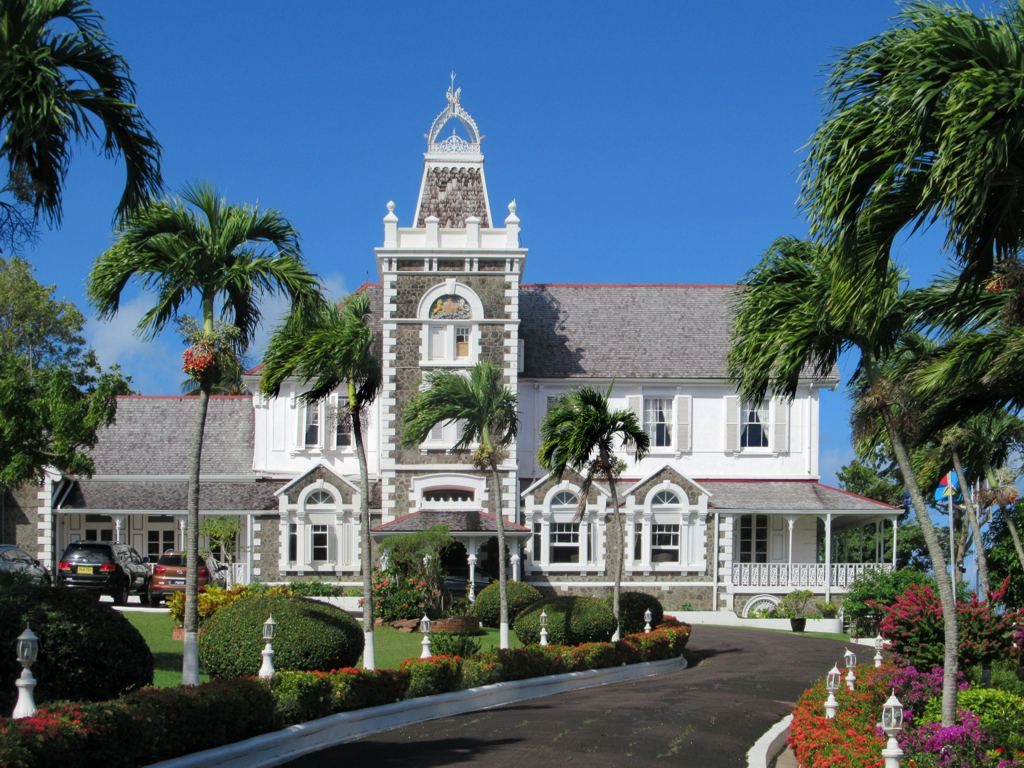
Residencia del Gobernador General de Santa Lucía (Castries).

Santa Lucía es un país independiente pero mantiene al monarca del Reino Unido como su soberano y jefe de Estado, quien a su vez designa un Gobernador General para desempeñar las labores que le corresponderían al monarca, las cuales suelen ser meramente simbólicas. El jefe del Gobierno es el primer ministro, quien es el presidente del partido que más votos obtiene en las elecciones legislativas. 
Tiene un sistema jurídico mixto de derecho común anglosajón y de derecho civil codificado. El código civil aprobado en 1879 bajo el gobierno británico está basado en el código civil de Canadá de 1866 y en 1882 entró en vigor el código de procedimientos civiles de Quebec de 1867.
El parlamento es bicameral y consiste en una cámara baja con 17 miembros electos para un período de 5 años y un Senado de 11 integrantes, todos seleccionados por el Gobernador General de acuerdo a la propuesta de los partidos más populares y de la sociedad civil. El poder judicial es encabezado por la Suprema Corte del Caribe Oriental, cuya jurisdicción se extiende no solo a Santa Lucía sino a Anguila, Antigua y Barbuda, las Islas Vírgenes Británicas, Dominica, Granada, Montserrat, San Cristóbal y Nieves y San Vicente y las Granadinas. Los principales partidos políticos son el Partido Laborista de Santa Lucía, el Partido Unido de los Trabajadores y la Alianza Nacional.
Desde 2012 Santa Lucía es miembro de la Alianza Bolivariana para los Pueblos de Nuestra América - Tratado de Comercio de los Pueblos o ALBA-TCP.

### Monarquía

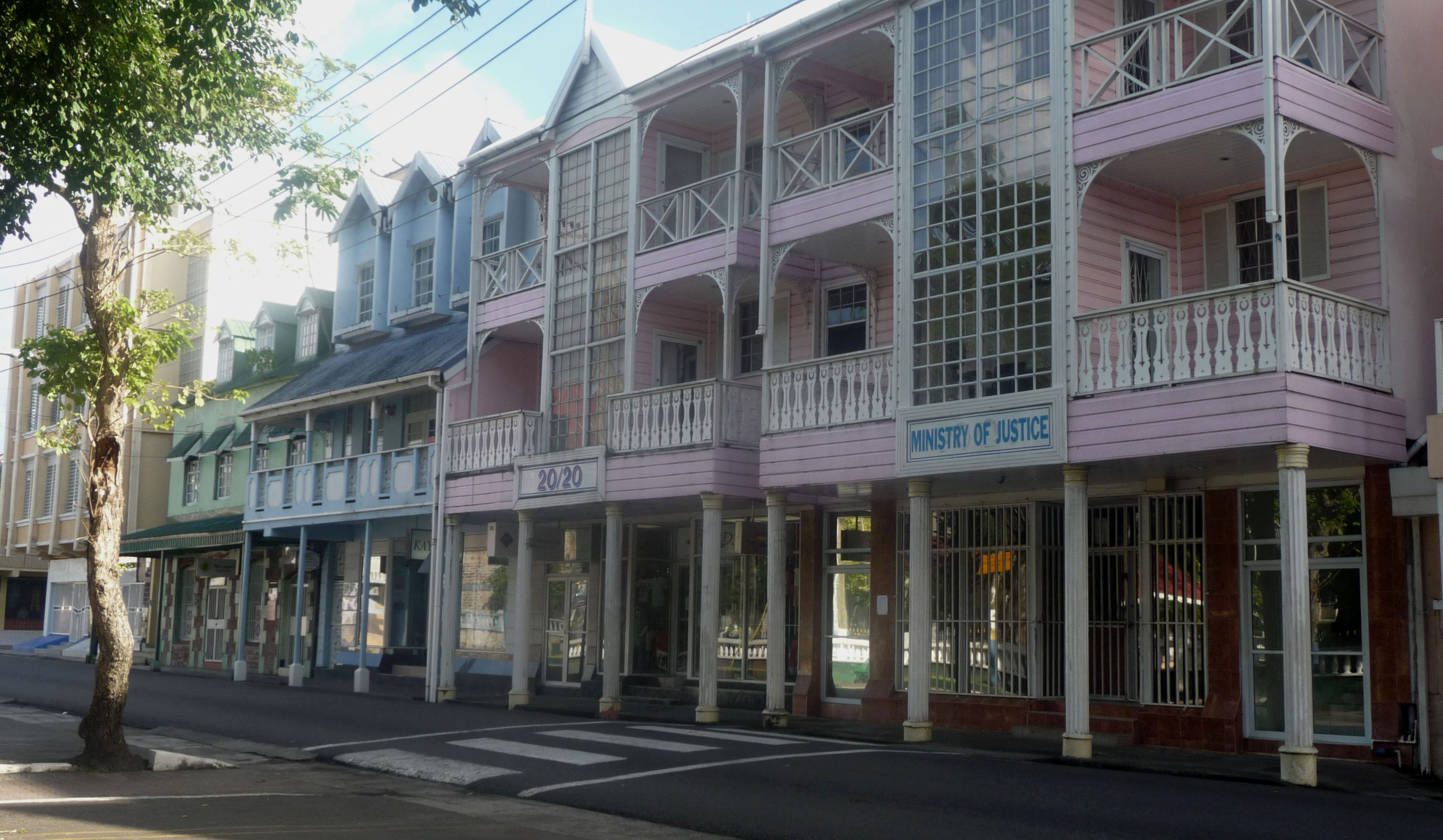
Ministerio de Justicia de Santa Lucía

La monarquía de Santa Lucía es un sistema de gobierno en el que un monarca hereditario es el soberano y jefe de Estado de Santa Lucía. El actual monarca y jefe de Estado, desde el 8 de septiembre de 2022, es el Rey Carlos III. Como soberano, es la encarnación personal de la Corona de Santa Lucía. Aunque la persona del soberano se comparte a partes iguales con otros catorce países independientes de la Mancomunidad de Naciones, la monarquía de cada país es independiente y jurídicamente distinta. En consecuencia, el actual monarca se titula oficialmente Rey de Santa Lucía y, en calidad de tal, él y otros miembros de la Familia Real desempeñan funciones públicas y privadas dentro y fuera del país como representantes del Estado de Santa Lucía. Sin embargo, el Rey es el único miembro de la familia real con funciones constitucionales.
Toda la autoridad ejecutiva recae en el monarca, y se requiere el asentimiento real para que el Parlamento de Santa Lucía promulgue leyes y para que las cartas patentes y las Órdenes en Consejo tengan efecto legal. La mayoría de los poderes son ejercidos por los miembros electos del Parlamento, los ministros de la Corona, generalmente elegidos entre ellos, y los jueces y jueces de paz. Otros poderes conferidos al monarca, como la destitución de un primer ministro, son significativos, pero se tratan sólo como poderes de reserva y como una parte importante de seguridad del papel de la monarquía.
En la actualidad, la Corona funciona principalmente como garante de un gobierno continuo y estable y como salvaguardia no partidista contra el abuso de poder. Aunque algunos poderes sólo pueden ser ejercidos por el soberano, la mayoría de las funciones operativas y ceremoniales del monarca son ejercidas por su representante, el gobernador general de Santa Lucía.
Santa Lucía es una de las quince naciones independientes, conocidas como reinos de la Commonwealth, que comparte su soberano con otras monarquías de la Mancomunidad de Naciones, siendo la relación del monarca con Santa Lucía completamente independiente de su posición como monarca de cualquier otro reino. A pesar de compartir la misma persona como monarca respectivo, cada uno de los reinos de la Commonwealth -incluida Santa Lucía- es soberano e independiente de los demás. El monarca está representado por un virrey -el gobernador general de Santa Lucía- en el país.
Desde la independencia de Santa Lucía en 1979, la Corona panacional tiene un carácter a la vez compartido y separado, y el papel del soberano como monarca de Santa Lucía es distinto de su posición como monarca de cualquier otro reino, incluido el Reino Unido. De este modo, la monarquía dejó de ser una institución exclusivamente británica y en Santa Lucía se convirtió en un establecimiento de Santa Lucía, o "domesticado".
Esta división se ilustra de varias maneras: El soberano, por ejemplo, ostenta un título único de Santa Lucía y, cuando actúa en público específicamente como representante de Santa Lucía, utiliza, en la medida de lo posible, símbolos de Santa Lucía, incluida la bandera nacional del país, símbolos reales únicos y similares. Además, sólo los ministros del gobierno de Santa Lucía pueden asesorar al soberano en asuntos del país.
En Santa Lucía, la personalidad jurídica del Estado se denomina "La Corona por derecho de Santa Lucía".

### Política Exterior

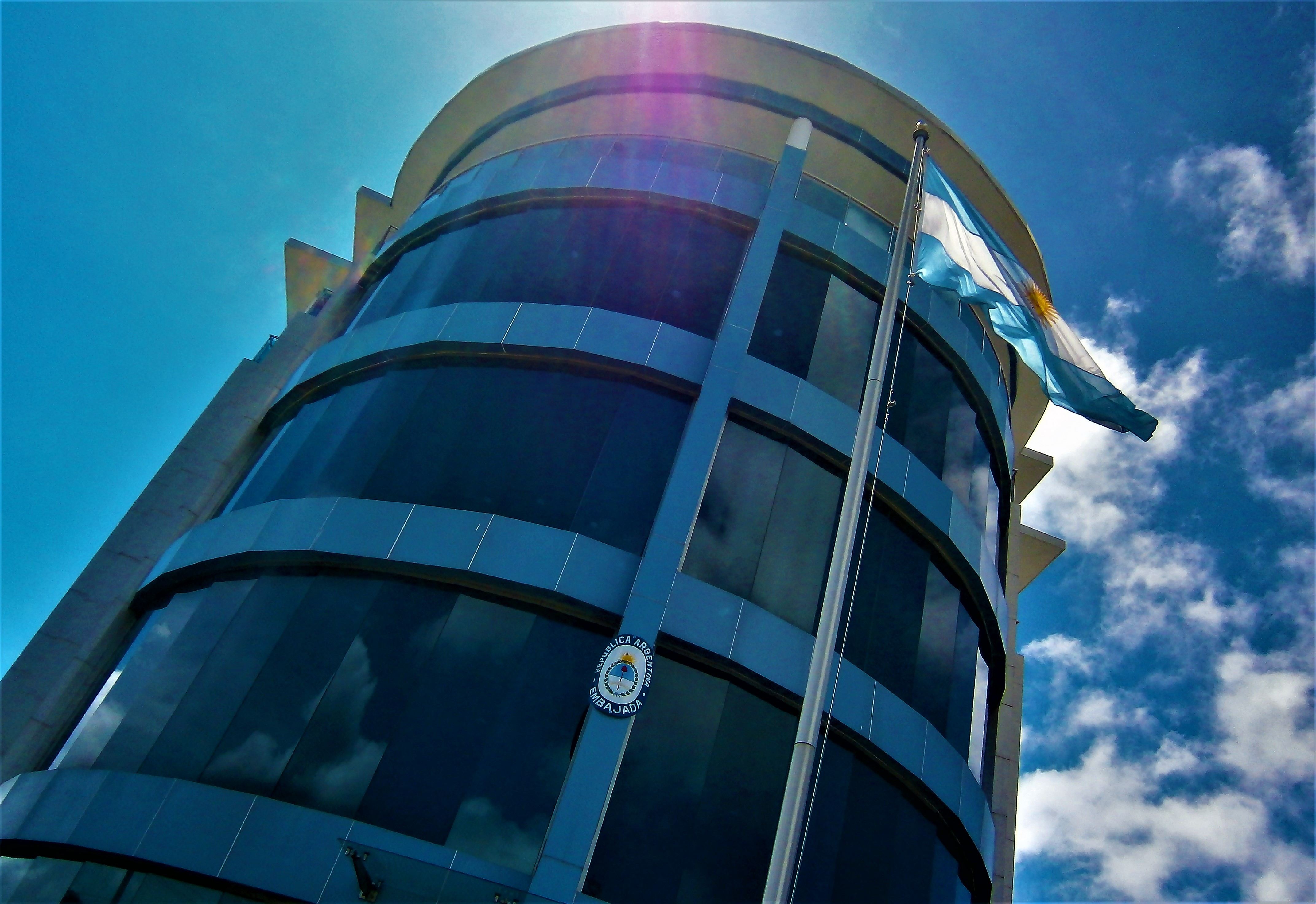
Embajada de Argentina en Santa Lucía (Rodney Bay).

Históricamente, el país busca su desarrollo económico con las relaciones exteriores. El gobierno busca relaciones equilibradas con cooperación económica mutua, comercio e inversión. Santa Lucía es miembro de la Naciones Unidas, la OEA, la Comunidad Iberoamericana, la Comunidad del Caribe y la Conferencia Interamericana de Seguridad Social (CISS). Y mantiene relaciones estrechas con los países del Caribe y la región, como Venezuela, Cuba y Estados Unidos. Tradicionalmente siempre ha sido un país defensor de la autonomía e integración caribeña, teniendo en Castries la sede de la OECO (Organización de Estados del Caribe Oriental).
Santa Lucía participó en la invasión estadounidense de Granada en 1983, enviando a miembros de su Unidad de Servicios Especiales al servicio activo. Posteriormente, fue uno de los ocho países que votaron en contra de una moción de la Asamblea General de las Naciones Unidas que condenaba la invasión.
Como miembro de CARICOM, Santa Lucía apoyó firmemente los esfuerzos de Estados Unidos para aplicar la Resolución 940 del Consejo de Seguridad de la ONU, destinada a restaurar la democracia en Haití. Santa Lucía aceptó contribuir con personal a la fuerza multinacional que restauró el gobierno democráticamente elegido de Haití en octubre de 1994.
Santa Lucía participó, junto con otras catorce naciones caribeñas, en una cumbre con el presidente estadounidense Bill Clinton en Bridgetown, Barbados, en mayo de 1997. La cumbre fue la primera reunión celebrada en la región entre los jefes de Gobierno de EE. UU. y el Caribe, y reforzó las bases de la cooperación regional en materia de justicia y lucha contra los estupefacientes, finanzas y desarrollo, y cuestiones comerciales.

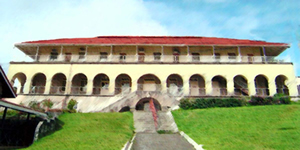
Edificio de la Organización de Estado del Caribe Oriental en Castries

Las relaciones entre India y Santa Lucía se remontan a mediados del siglo XIX, cuando ambos países eran colonias británicas. Los primeros indios llegaron a Santa Lucía el 1 de mayo de 1857 como trabajadores contratados a bordo del Palmyra. En las décadas siguientes, trece barcos transportaron trabajadores en régimen de servidumbre desde la India a Santa Lucía.
El último barco que transportó trabajadores indios en régimen de servidumbre, el Volga, llegó a la isla el 10 de diciembre de 1893. En total, llegaron a Santa Lucía casi 4500 indios, sin contar a los que murieron durante el viaje. Unos 2075 trabajadores regresaron a la India, mientras que el resto permaneció en Santa Lucía o emigró a otras naciones de la región, como Trinidad y Tobago o Guyana
Los últimos contratos de trabajo en régimen de servidumbre expiraron en 1897, y a finales del siglo XIX Santa Lucía tenía una población de 2560 indios libres. Muchos de los indios que habían completado sus periodos de trabajo no pudieron regresar a su país porque no disponían de fondos suficientes para hacerlo. Los indios que permanecieron en Santa Lucía son el origen de la comunidad indo-santalucense.

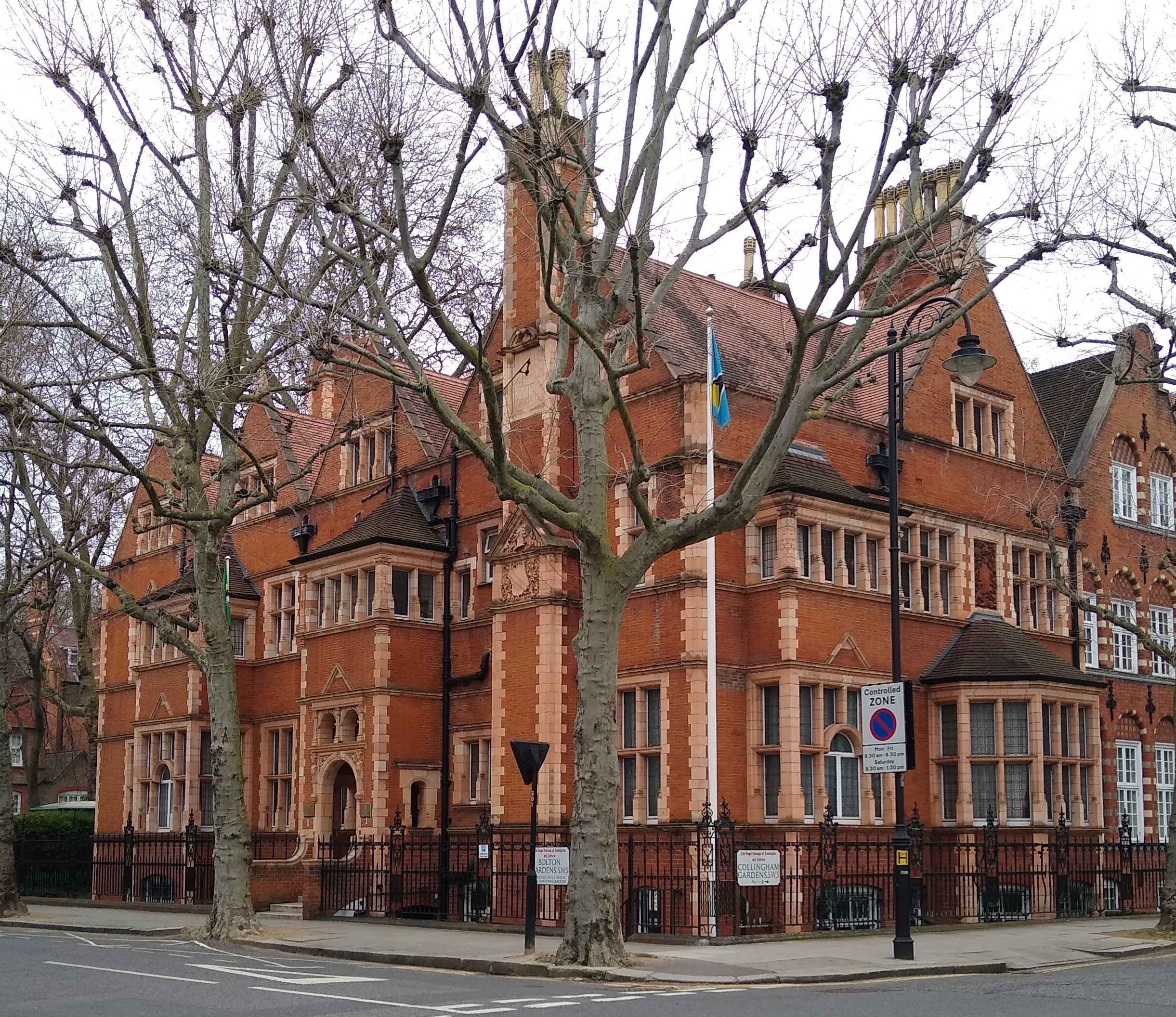
Embajada de Santa Lucía y Dominica en Londres, Reino Unido

La Embajada de la India en Paramaribo, Surinam, está acreditada simultáneamente ante Santa Lucía.
Santa Lucía mantuvo relaciones diplomáticas oficiales con la República de China (Taiwán) durante unos trece años, pero cambió su reconocimiento por el de la República Popular China (RPC) en 1997.
El 25 de abril de 2007, el primer ministro de la República de China, Su Tseng-chang, anunció que Santa Lucía y la República Popular China reanudarían las relaciones diplomáticas oficiales. El 1 de mayo de 2007, Santa Lucía recuperó las relaciones diplomáticas con la República de China (Taiwán). A los pocos días, la República Popular China suspendió las relaciones diplomáticas. El 4 de junio de 2015, Santa Lucía abrió su embajada en Taipéi, su primera embajada en Asia.

### Fuerzas armadas
El país cuenta con una unidad de servicio especial, pero no tiene un ejército. Su defensa es responsabilidad del Sistema Regional de Seguridad, acuerdo internacional que lleva con otros 6 países para la defensa del Caribe Oriental.

### Policía
La Real Fuerza de Policía de Santa Lucía (RSLPF) es el organismo responsable de la aplicación de la ley en Santa Lucía. Fue fundada en 1834.

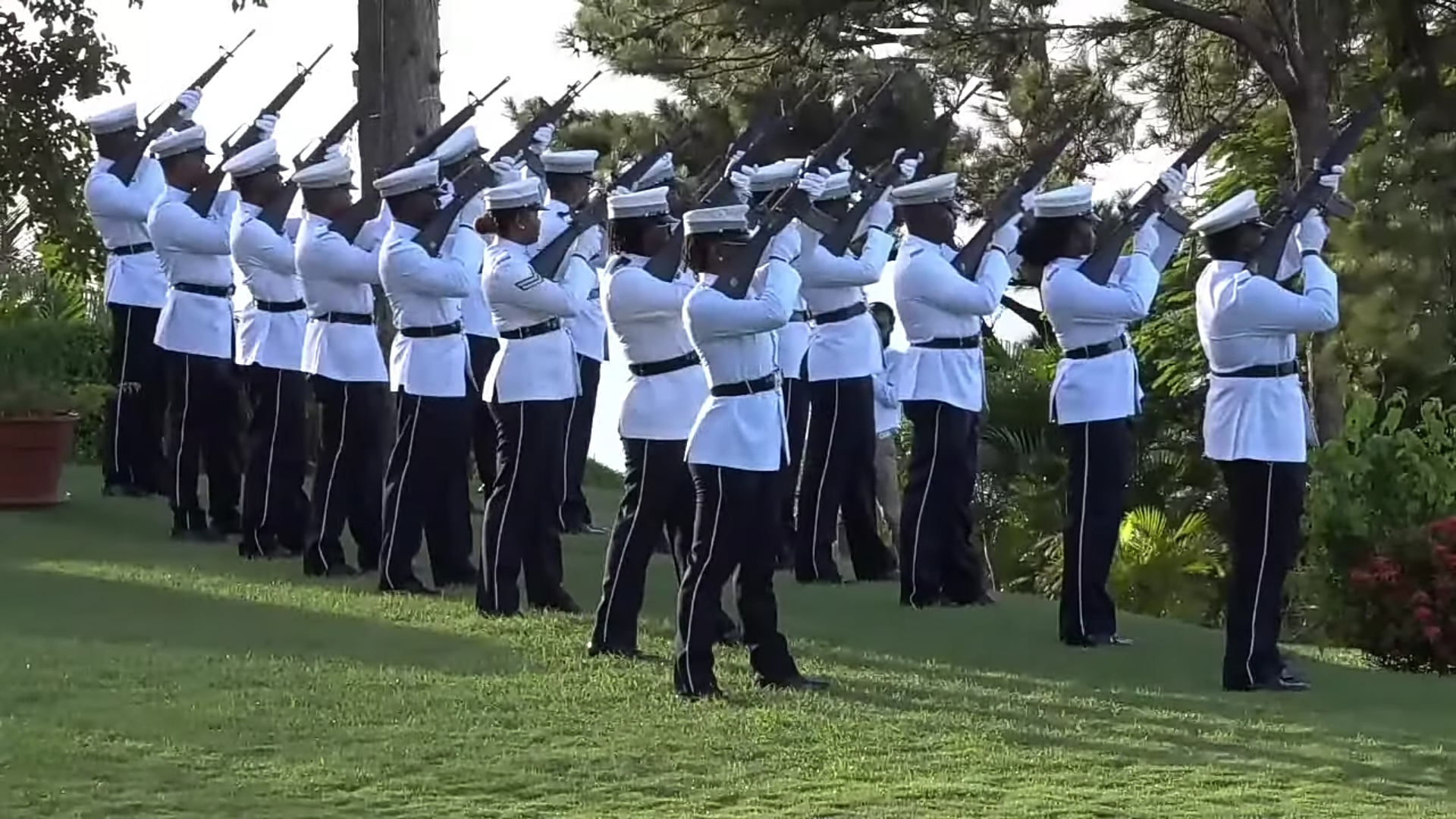
Real Fuerza de Policía de Santa Lucía

El Comisionado de Policía es Crusita Descartes-Pelius, que comanda 957 oficiales de policía y empleados civiles, en 14 comisarías, que atienden a una población residente de 175.000. Cada departamento o comisaría está dirigido por un Superintendente de Policía y un Superintendente Adjunto de Policía.
La RSLPF mantiene dos suborganizaciones paramilitares; la Unidad de Servicios Especiales, y la Guardia Costera, ambas unidades son responsables de la seguridad interna[4] La defensa es responsabilidad del Sistema de Seguridad Regional Sólo hay una organización no policial bajo el mando de la RSLPF, el Servicio de Inmigración.
La RSLPF incluye la Real Banda de Policía de Santa Lucía, que es un departamento especializado dentro de la Real Fuerza de Policía de Santa Lucía. La banda está formada por agentes de policía (PC y SPC), así como por agentes en prácticas y supervisores especializados en música y artes.
La estructura de rangos de la Banda es la misma que la de la mayoría de las unidades de la RSLPF. La mayoría de los miembros tienen el rango de Agente de Policía (PC y SPC) o superior. Estos rangos desempeñan y llevan a cabo los deberes y responsabilidades de un Oficial de Policía Comisionado por el Estado (Aplicación de la Ley) con la excepción de los Cadetes de la Banda y los Aprendices de la Banda; ambos son rangos en formación que no juran defender la ley.

Emblema de la Policía de Santa Lucía

La RSLPB ha acogido a bandas como la Hampshire Band y la Royal Barbados Police Band. Está considerada como una de las bandas de música mejor uniformadas del Caribe Oriental. Fue fundada el 18 de junio de 1947 bajo la dirección de Nathaniel Griffith y compuesta por 6 policías. Desde su creación, se ha multiplicado por siete hasta llegar a los 42 efectivos, entre los que hay 4 mujeres. La Banda es conocida por sus actuaciones en actos estatales como el Desfile del Día de la Independencia en Castries y las celebraciones del Domingo del Recuerdo.
En 2015, la policía de Santa Lucía declaró que carecía de recursos suficientes, ya que no había suficientes agentes de policía para seguir el ritmo de los casos de delincuencia.
La policía de Santa Lucía ha sido acusada de mantener listas de muertos y de llevar a cabo ejecuciones extrajudiciales de presuntos delincuentes en un intento de hacer que Santa Lucía sea más atractiva para los turistas. Los tiroteos por parte de la policía tuvieron lugar en 2010 y 2011 durante una campaña de seguridad denominada Operación Restaurar la Confianza, cuyo objetivo era reducir los delitos violentos e impulsar el turismo tras el asesinato de un turista británico.
Un informe elaborado en 2015 por investigadores independientes de la Fuerza de Policía de Jamaica afirmaba que agentes de la Real Fuerza de Policía de Santa Lucía habían escenificado una docena de asesinatos de presuntos delincuentes. La policía informó entonces de que los asesinatos habían sido cometidos por desconocidos, que habían plantado armas en el lugar de los hechos. En agosto de 2013, el gobierno estadounidense suspendió la asistencia a la policía de Santa Lucía ante los rumores de las ejecuciones extrajudiciales. En junio de 2021, Estados Unidos restableció la asistencia a unidades seleccionadas de la RSLPF, como las Unidades de Inmigración y Marina.

### Derechos humanos
En materia de derechos humanos, respecto a la pertenencia a los siete organismos de la Carta Internacional de Derechos Humanos, que incluyen al Comité de Derechos Humanos (HRC), Santa Lucía ha firmado o ratificado:
| Santa Lucía | Tratados internacionales  | Tratados internacionales  | Tratados internacionales  | Tratados internacionales  | Tratados internacionales  | Tratados internacionales | Tratados internacionales  | Tratados internacionales | Tratados internacionales  | Tratados internacionales  | Tratados internacionales  | Tratados internacionales | Tratados internacionales | Tratados internacionales  | Tratados internacionales | Tratados internacionales  | Tratados internacionales  | Tratados internacionales  |
| --- | ------------------------- | ------------------------- | ------------------------- | ------------------------- | ------------------------- | --- | ------------------------- | --- | ------------------------- | ------------------------- | ------------------------- | ------------------------ | ------------------------ | ------------------------- | ------------------------ | ------------------------- | ------------------------- | ------------------------- |
| Santa Lucía | CESCR                     | CESCR                     | CCPR                      | CCPR                      | CCPR                      | CERD | CED                       | CEDAW | CEDAW                     | CAT                       | CAT                       | CRC                      | CRC                      | CRC                       | CRC                      | MWC                       | CRPD                      | CRPD                      |
| Santa Lucía | CESCR                     | CESCR-OP                  | CCPR                      | CCPR-OP1                  | CCPR-OP2-DP               | CERD | CED                       | CEDAW | CEDAW-OP                  | CAT                       | CAT-OP                    | CRC                      | CRC-OP-AC                | CRC-OP-SC                 | CRC-OP-CP                | MWC                       | CRPD                      | CRPD-OP                   |
| Pertenencia | Ni firmado ni ratificado. | Ni firmado ni ratificado. | Ni firmado ni ratificado. | Ni firmado ni ratificado. | Ni firmado ni ratificado. | Santa Lucía ha reconocido la competencia de recibir y procesar comunicaciones individuales por parte de los órganos competentes. | Ni firmado ni ratificado. | Santa Lucía ha reconocido la competencia de recibir y procesar comunicaciones individuales por parte de los órganos competentes. | Ni firmado ni ratificado. | Ni firmado ni ratificado. | Ni firmado ni ratificado. | Firmado y ratificado.    | Sin información.         | Ni firmado ni ratificado. | Sin información.         | Ni firmado ni ratificado. | Ni firmado ni ratificado. | Ni firmado ni ratificado. |
| Firmado y ratificado, firmado, pero no ratificado, ni firmado ni ratificado, sin información, ha accedido a firmar y ratificar el órgano en cuestión, pero también reconoce la competencia de recibir y procesar comunicaciones individuales por parte de los órganos competentes. |                           |                           |                           |                           |                           | |                           | |                           |                           |                           |                          |                          |                           |                          |                           |                           |                           |

## Organización territorial

Mapa político de Santa Lucía.

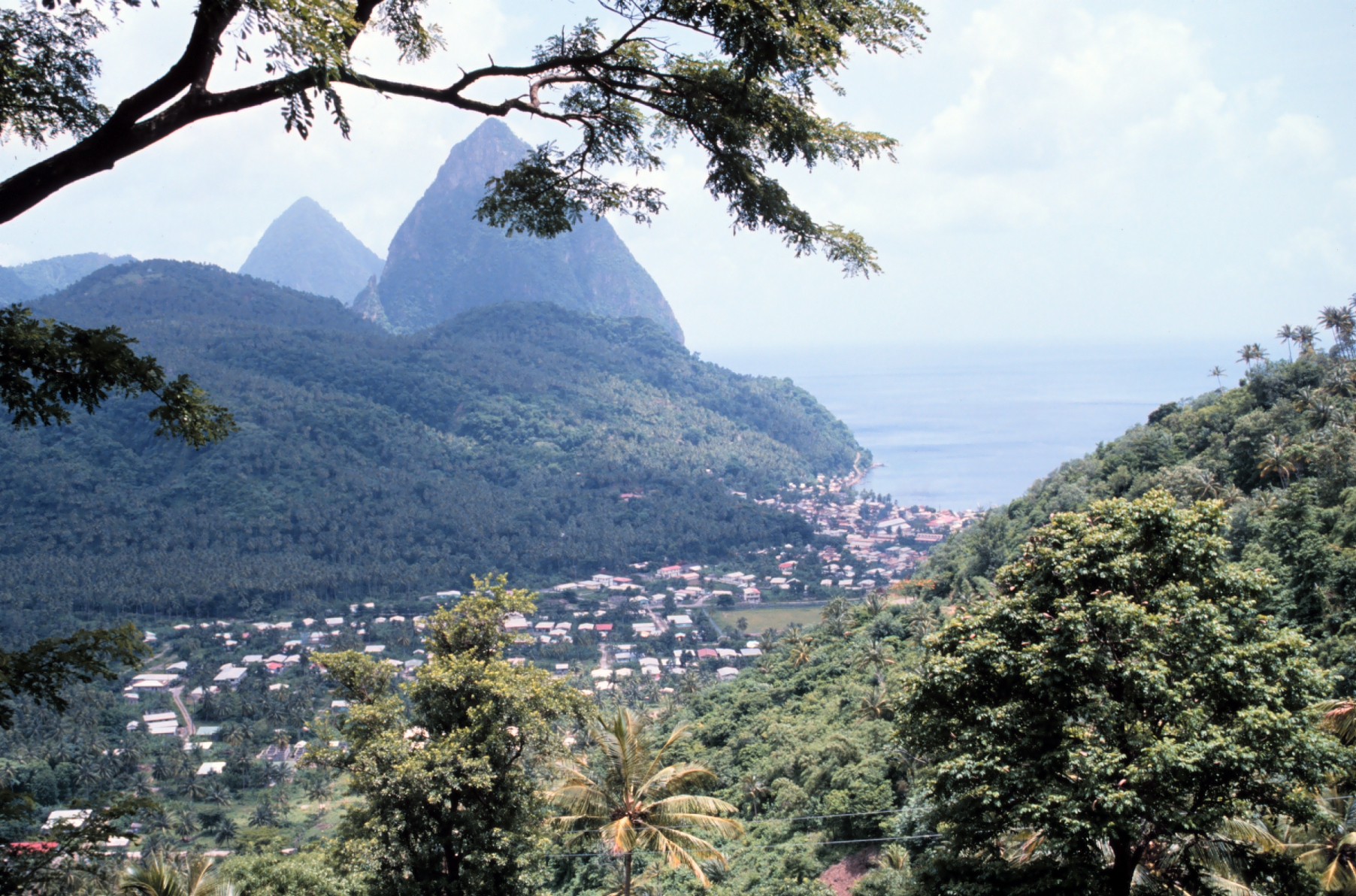
Las montañas Pitons desde Soufrière.

La isla de Santa Lucía está dividida en diez distritos:
1. Anse La Raye
2. Canaries
3. Castries
4. Choiseul
5. Dennery
6. Gros Islet
7. Laborie
8. Micoud
9. Soufrière
10. Vieux Fort

## Geografía
Santa Lucía es una isla volcánica con 158 kilómetros de costa. Su punto más alto es el monte Gimie que se alza 959 metros sobre el nivel del mar, pero sus montañas más famosas son las montañas Pitons cuyas siluetas son representativas de la región y sirvieron de inspiración para el diseño de su bandera. La ciudad más grande es la capital, Castries, donde reside más de un tercio de la población. Otras ciudades relativamente importantes son Soufrière, donde se ubican algunos manantiales y emanaciones sulfurosas del volcán Qualibou y Vieux Fort, donde se ubica el aeropuerto internacional. Aunque existen algunos problemas de deforestación y erosión al norte de la isla, su principal contingencia suelen ser los huracanes que azotan anualmente las islas del mar Caribe.
Esta isla es de formación volcánica. Al sur se encuentra el volcán Qualibou (en ocasiones nombrado también como su vecino de las Islas de San Vicente y Granadinas: La Sufrière, y que dio nombre a la ciudad de las cercanías: Soufrière) que presenta emanaciones sulfurosas y manantiales que son un atractivo de los visitantes. Además producen energía geotérmica.

### Clima
El clima es tropical, con una temperatura promedio de 27 °C. La precipitación media anual oscila de los 1300 mm en el litoral y más de 1600 mm en las montañas, la temporada de lluvias comienza en mayo y termina en agosto. Los huracanes están presentes, aunque con menos frecuencia que en otras islas vecinas.

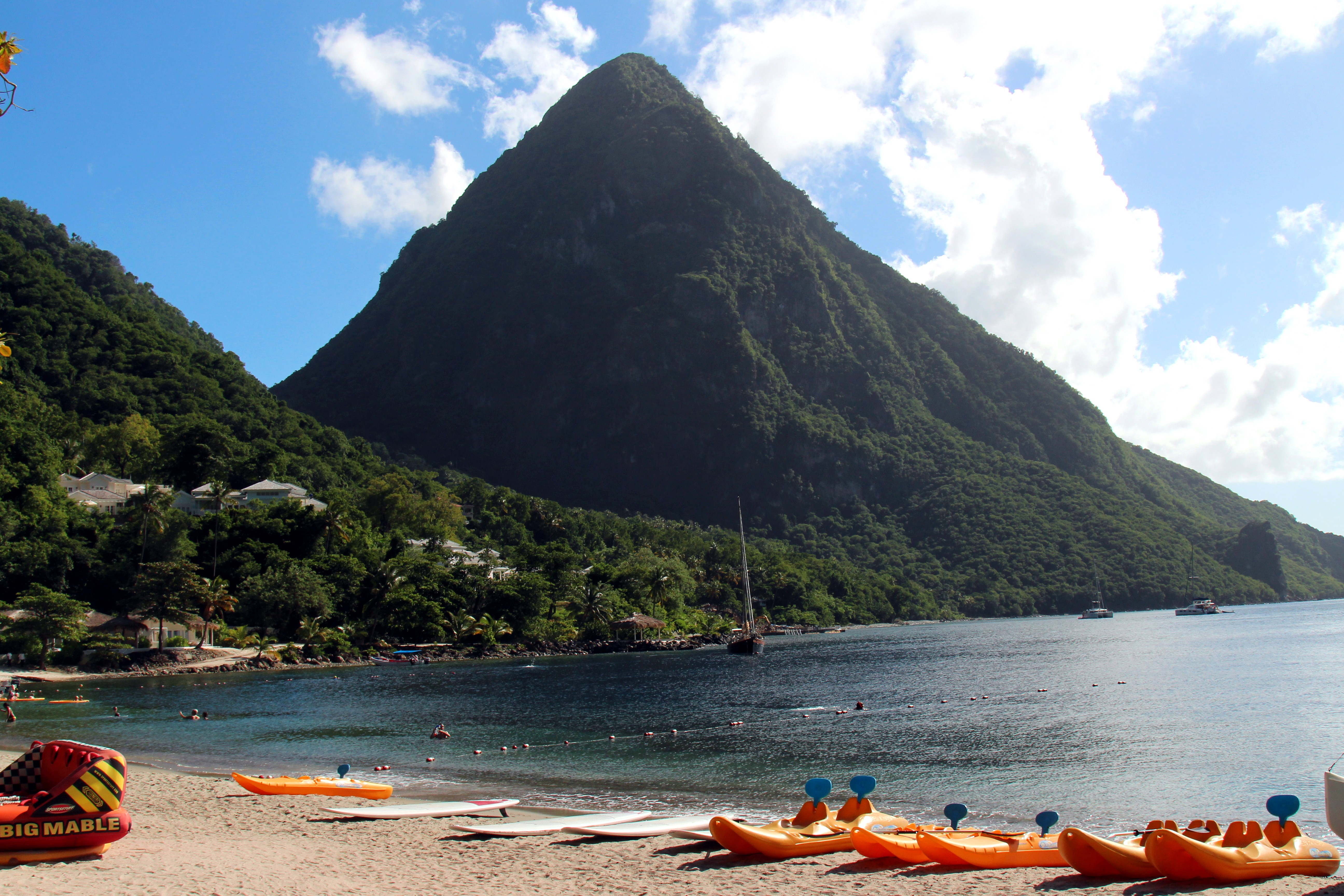
Bahía de Pitón, Santa Lucía

Santa Lucía está bien expuesta a los vientos alisios, que mantienen temperaturas moderadas en torno a los 27 °C a lo largo de la costa de barlovento, pero con mayor humedad y la pluviosidad, así como temperaturas más bajas al aumentar la elevación. El clima tropical marino oscila entre húmedo en el interior y la costa occidental, y semihúmedo en la costa occidental. en el interior y la costa oeste, a semihúmedo en el extremo norte, el extremo sur y partes de la costa este.
La estación cálida (de mayo a octubre) se caracteriza por una media de 26 a 37 días calurosos (cuando las máximas diurnas se alcanzan a finales de octubre). 37 días calurosos (cuando las temperaturas máximas diurnas se acercan o superan los 32 °C) y de 33 a 36 días calurosos. (con mínimas nocturnas superiores a 26 °C), así como varias olas de calor.
Durante la estación fría (de diciembre a marzo), los niveles de calor son agradables y se producen una media de 30 noches frescas (con mínimas inferiores a 22,5 °C).de media.

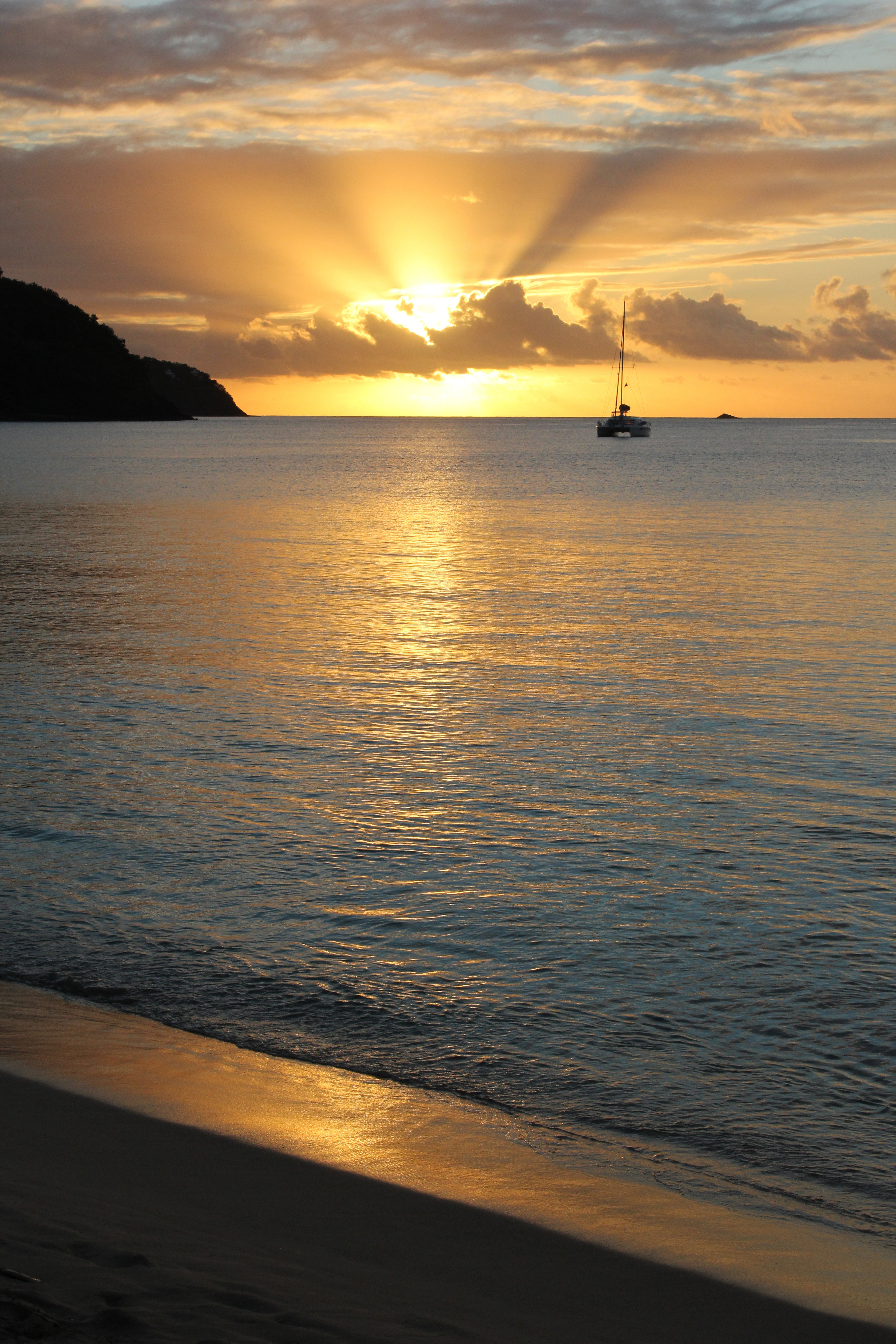
Bahía de Rodney, Santa lucía

Las precipitaciones anuales oscilan entre 1500 mm en el extremo sur y 2000 mm en la costa oeste. 2000 mm en la costa oeste y más de 3000 mm en las zonas altas. La estación húmeda se extiende de junio a noviembre, coincidiendo con la temporada de huracanes del Atlántico. Cada uno de los meses de la estación húmeda supera los 150 mm, excepto en los lugares más secos en junio. Las precipitaciones extremas pueden provocar inundaciones repentinas casi cada dos años entre abril y diciembre, y una o dos veces al año entre agosto y noviembre. 
Por el contrario, las rachas de siete días secos consecutivos alcanzan su máxima frecuencia de diciembre a mayo, limitando potencialmente el crecimiento de los cultivos. Por último, las sequías graves se producen, por término medio, una vez cada 4-5 años durante la estación seca, y una vez cada 8-12 años en la estación húmeda, lo que puede afectar a la disponibilidad de agua dulce.
Las zonas costeras del Caribe Oriental son muy vulnerables a los cambios provocados por las fuerzas del cambio climático, como el aumento del nivel del mar, el calentamiento de las temperaturas oceánicas, el aumento de la acidez de los océanos y el impacto de las tormentas. La rápida erosión costera y el aumento de la salinización de las zonas costeras, así como los efectos sobre la decoloración de los corales, tienen repercusiones inmediatas.
La vulnerabilidad también aumenta debido a una planificación inadecuada del uso de la tierra y obras costeras mal diseñadas, como estructuras construidas justo en la costa, demasiado cerca de la playa, defensas costeras longitudinales duras en las playas superiores  (diques, revestimientos), estructuras costeras transversales duras (espigones) y la construcción sobre  humedales y manglares. Las infraestructuras construidas, como carreteras, asentamientos, hoteles y defensas costeras, así como la extracción de arena y otros recursos y actividades costeras, han puesto en peligro la costa y han contribuido a la destrucción de importantes sistemas de recursos vivos, como arrecifes de coral, manglares y praderas marinas.

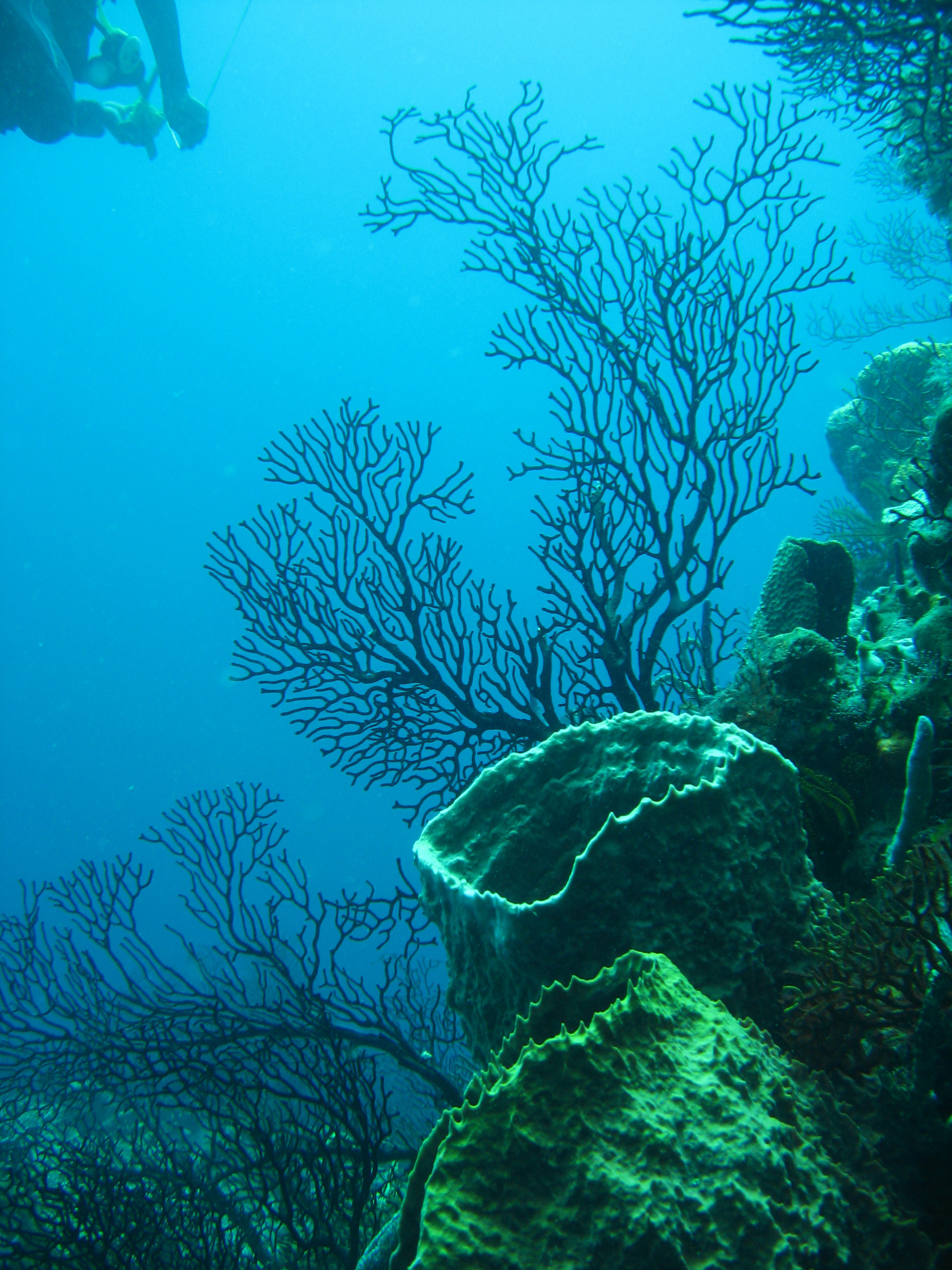
Arrecife en Santa Lucía

Los principales impactos futuros de la subida del nivel del mar a los que se enfrenta la región incluyen la erosión costera, la reducción del espacio terrestre -incluido el urbano- cerca de las costas y la intrusión salina en suelos y acuíferos. Las previsiones sobre el impacto de la erosión costera en la actividad turística de los países miembros de CARICOM apuntan a que el 30% de las infraestructuras turísticas costeras se verán afectadas por un retroceso de 1 m de la línea de costa y el 60% por un retroceso de 100 m de la línea de costa.
Al igual que otros países del Caribe, Santa Lucía se enfrenta a un número creciente de impactos emergentes del cambio climático. La subida del nivel del mar, más fenómenos meteorológicos extremos, cambios en el régimen de lluvias y temperaturas que provocan inundaciones y sequías, así como la contaminación salina, amenazarán cada vez más todos los aspectos del desarrollo del país. En particular, sus infraestructuras socioeconómicas, los ecosistemas, la sanidad, el agua, la producción de alimentos y los servicios financieros.
Como consecuencia del huracán Tomas de 2010, Santa Lucía experimentó precipitaciones intensas y excesivas que provocaron corrimientos de tierra e inundaciones en todo el país, con un total de daños y pérdidas de 336,2 millones de dólares. 
Esto equivale a más del 43,4% del Producto Interior Bruto (PIB) del país en 2010, nueve veces su PIB agrícola, tres veces su PIB turístico, el 62% de todas las exportaciones y servicios, el 19% de la inversión interior bruta y el 47% de la deuda externa pública. 

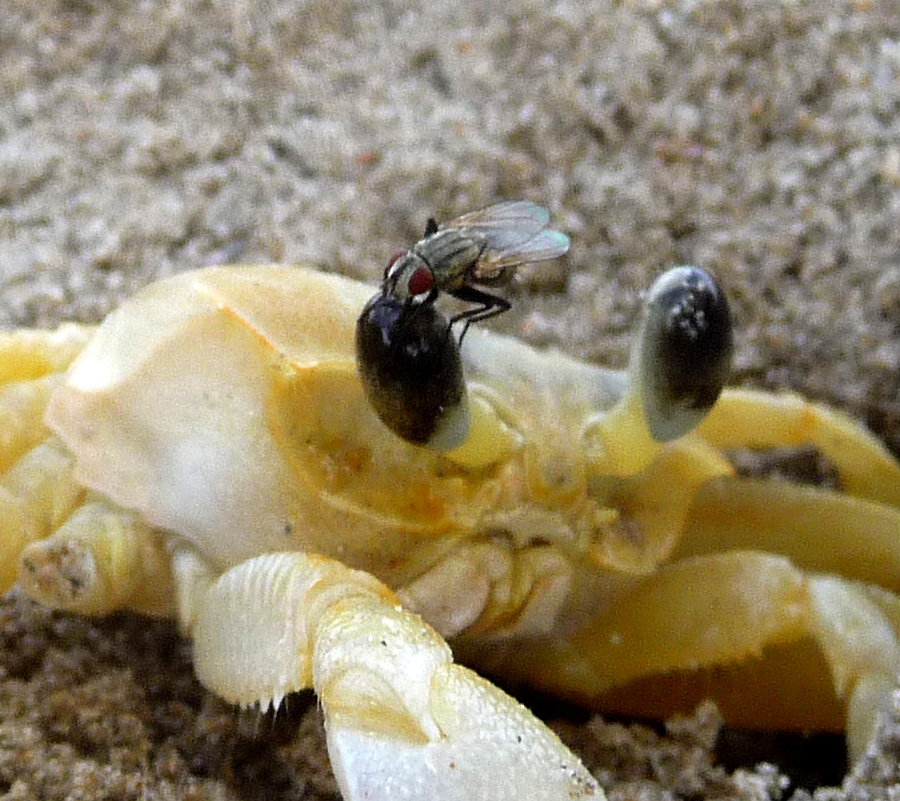
Cangrejo en Santa Lucía

Esto ha agravado considerablemente el proceso de recuperación del país tras las importantes caídas de sus mercados primarios como consecuencia de la recesión económica. En conjunto, los costes de la inacción ante el cambio climático para el país se estiman en torno al 12,1% de su PIB en 2025, aumentando al 24,5% en 2050 y a casi la mitad de su PIB (49,1%) en 2100.

### Flora y fauna
Santa Lucía es una isla de origen volcánico, con un paisaje montañoso cubierto por vegetación tropical, siendo nombrado uno de los más bellos de las Indias Occidentales, el país tiene una fauna y flora propia de la ecozona neotropical, con algunas especies endémicas.
Mayormente las aguas de su costa occidental albergan corales, medusas, cachalotes, erizos de mar, tiburones, caballos de mar y una infinidad de peces. Además de que se encuentran 20 especies distintas de ballenas como la ballena piloto y la ballena jorobada y también un gran número de tortugas, gracias a la protección que les brindan activistas locales que luchan contra su caza. Tiene más de mil especies de plantas y 150 de pájaros. Aunque debido a su pequeña extensión, no hay mamíferos.

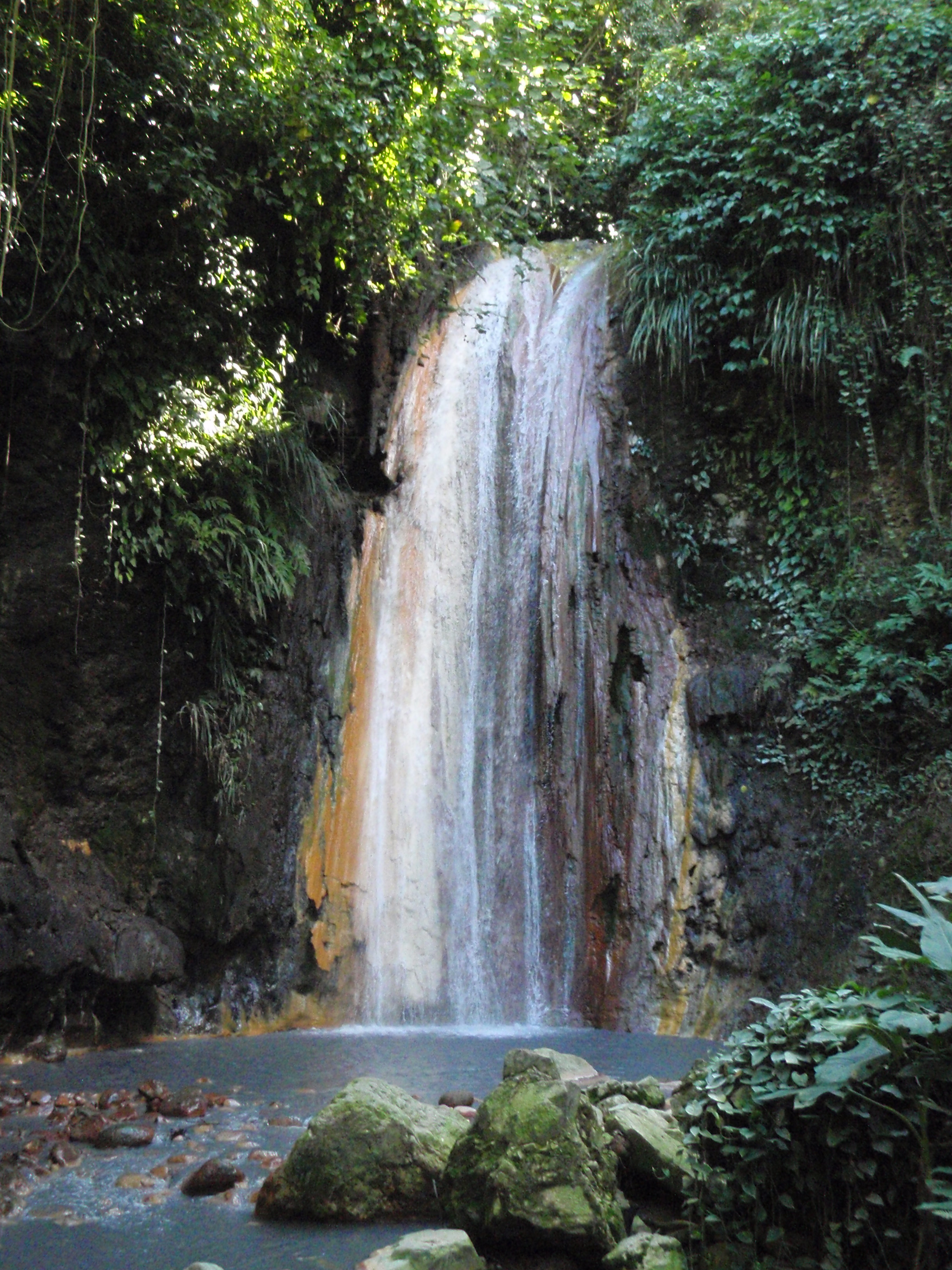
Cataratas Diamond, Soufriere, Santa Lucía

### Geología
La geología de Santa Lucía puede describirse como compuesta por tres zonas principales. Las rocas volcánicas más antiguas, de 16-18 Ma, están expuestas desde Castries hacia el norte y consisten en centros de basalto y andesita erosionados. La parte media de la isla, en el altiplano central, está formada por centros de andesita disecados, de 10,4 a 1 Mya, mientras que la parte inferior suroeste de la isla contiene actividad reciente del Centro Volcánico de Soufriere (CVS). 
Este CVS, centrado en torno a la depresión de Qualibou, contiene depósitos de flujos piroclásticos, flujos de lava, domos, depósitos de bloques y flujos de ceniza, y cráteres de explosión. El perímetro de esta depresión incluye la ciudad de Soufriere, el monte Tabac, el monte Gimie, Morne Bonin y Gros Piton. Con 10 km de diámetro, aunque la parte occidental está abierta hacia la cuenca de Granada, la depresión se formó hace tan sólo 100 kya. La depresión destaca por su actividad geotérmica, especialmente en Sulphur Springs y Soufrière Estates, una erupción freática en 1776 y actividad sísmica reciente (2000-2001).

Los estratovolcanes andesíticos erosionados situados al noreste de la depresión son el monte Gimie, el Piton St Esprit y el monte Grand Magazin, todos ellos de más de 1 Ma de antigüedad. Los flujos piroclásticos andesíticos y dacíticos de estos volcanes se encuentran en el domo de Morne Tabac (532 ka), el domo de Morne Bonin (273 kya) y Bellevue (264 kya). 

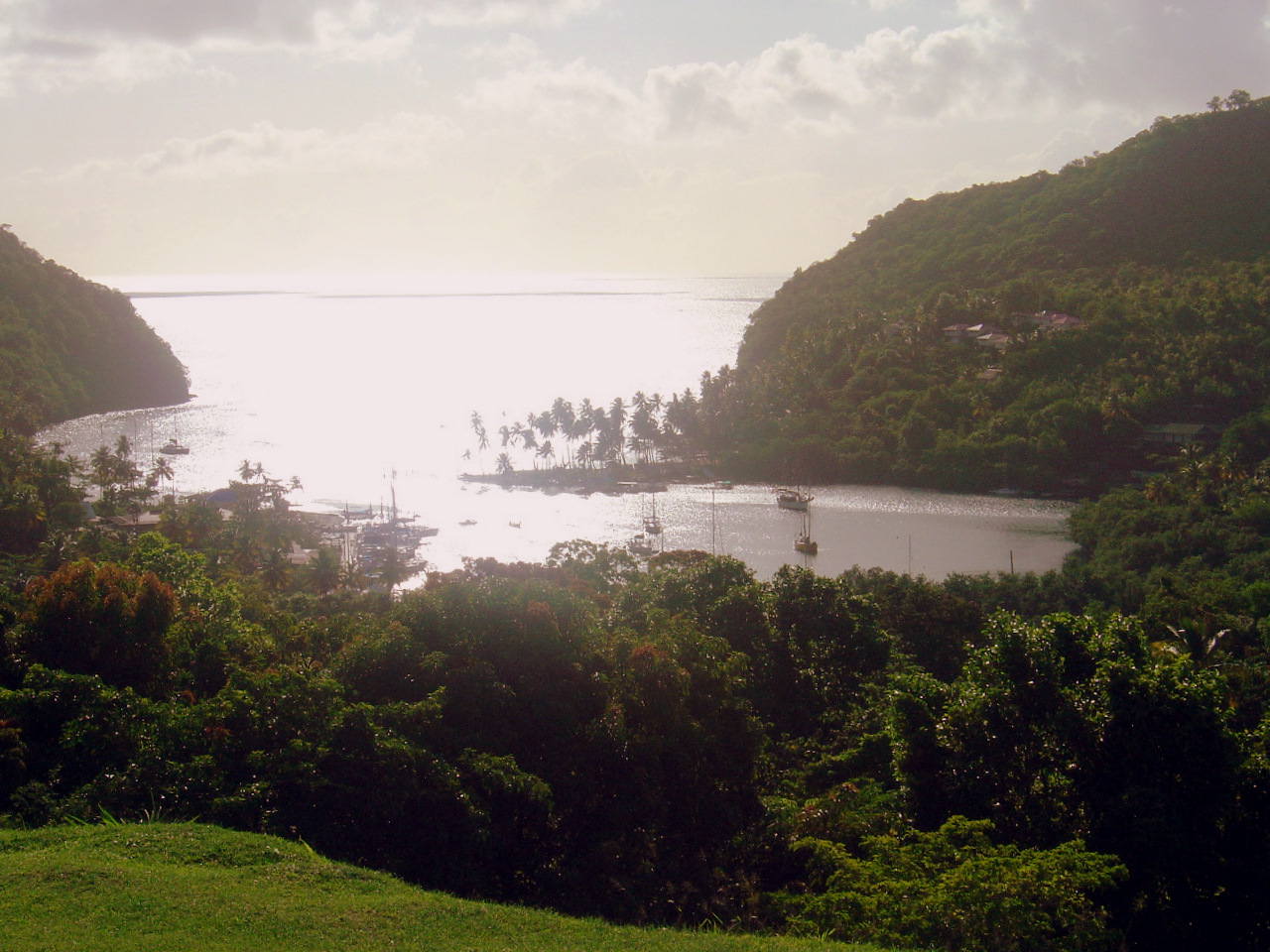
Bahía de Marigot

Los depósitos de avalancha procedentes de la formación de la depresión de Qualibou se encuentran mar adentro y en los bloques masivos de Rabot, Pleisance y Coubaril. Los domos dacíticos de Petit Piton (109 kya) y Gros Piton (71 kya) fueron extruidos hacia el fondo de la depresión, acompañados por los flujos piroclásticos de Anse John (104 kya) y La Pointe (59,8 kya). Posteriormente, los flujos piroclásticos incluyen Belfond y Anse Noir (20 kya), ricos en piedra pómez. Por último, los domos dacíticos de Terre Blanche (15,3 kya) y Belfond (13,6 kya) se formaron dentro de la depresión.

## Economía

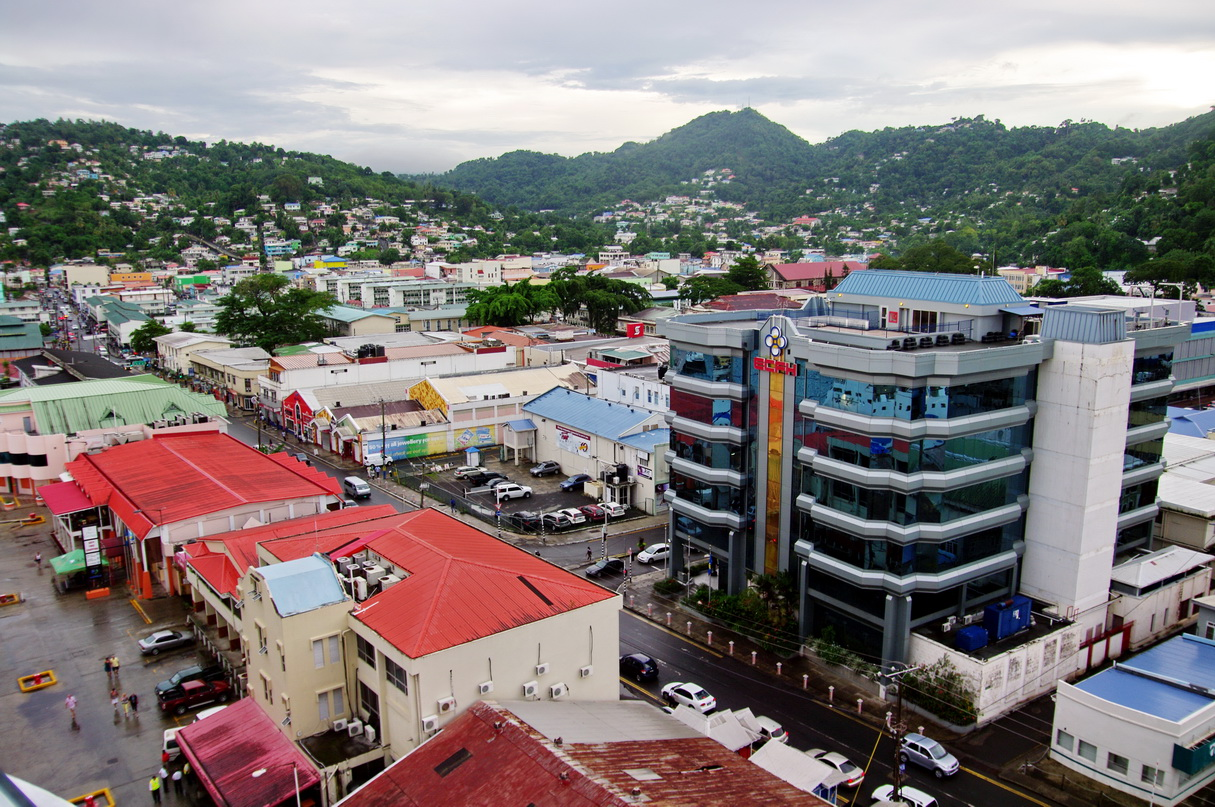
Edificio de oficinas en Castries (Eastern Caribbean Securities Exchange)

La economía del país depende en gran parte del cultivo de plátanos. Sin embargo, los cambios en el régimen de importaciones de la Unión Europea y la creciente competencia de los productores América Latina han forzado la diversificación. En años recientes la industria del turismo y las finanzas internacionales han adquirido un papel preponderante en la composición de su producto interno bruto y ahora casi el 82,8 % del mismo es generado por la industria de servicios (2018). 
Aunque la agricultura es un sector fundamental de la economía aportando el 4 %, este aporte ha disminuido porque las hectáreas cultivables han disminuido de 20 000 a 12 000, gracias al poco interés en esta y el acceso a tierras cultivables ha disminuido. Su sector de manufactura, aunque menos importante, es uno de los más diversificados del Caribe Oriental. Los principales productos de exportación de la isla son el plátano y algunos productos textiles que vende al Reino Unido y a Estados Unidos por un monto cercano a los millones USD, casi la mitad de sus exportaciones totales. Debido a las condiciones geográficas y demográficas de la isla, gran parte de sus insumos son importados, siendo sus principales proveedores Brasil (41,7 %), Estados Unidos (21,4 %) y Trinidad y Tobago (11,9 %).
Aunque la Gran Recesión tuvo grandes repercusiones en Santa Lucía, el país se fortaleció luego logrando duplicar en 5 años la renta per cápita.

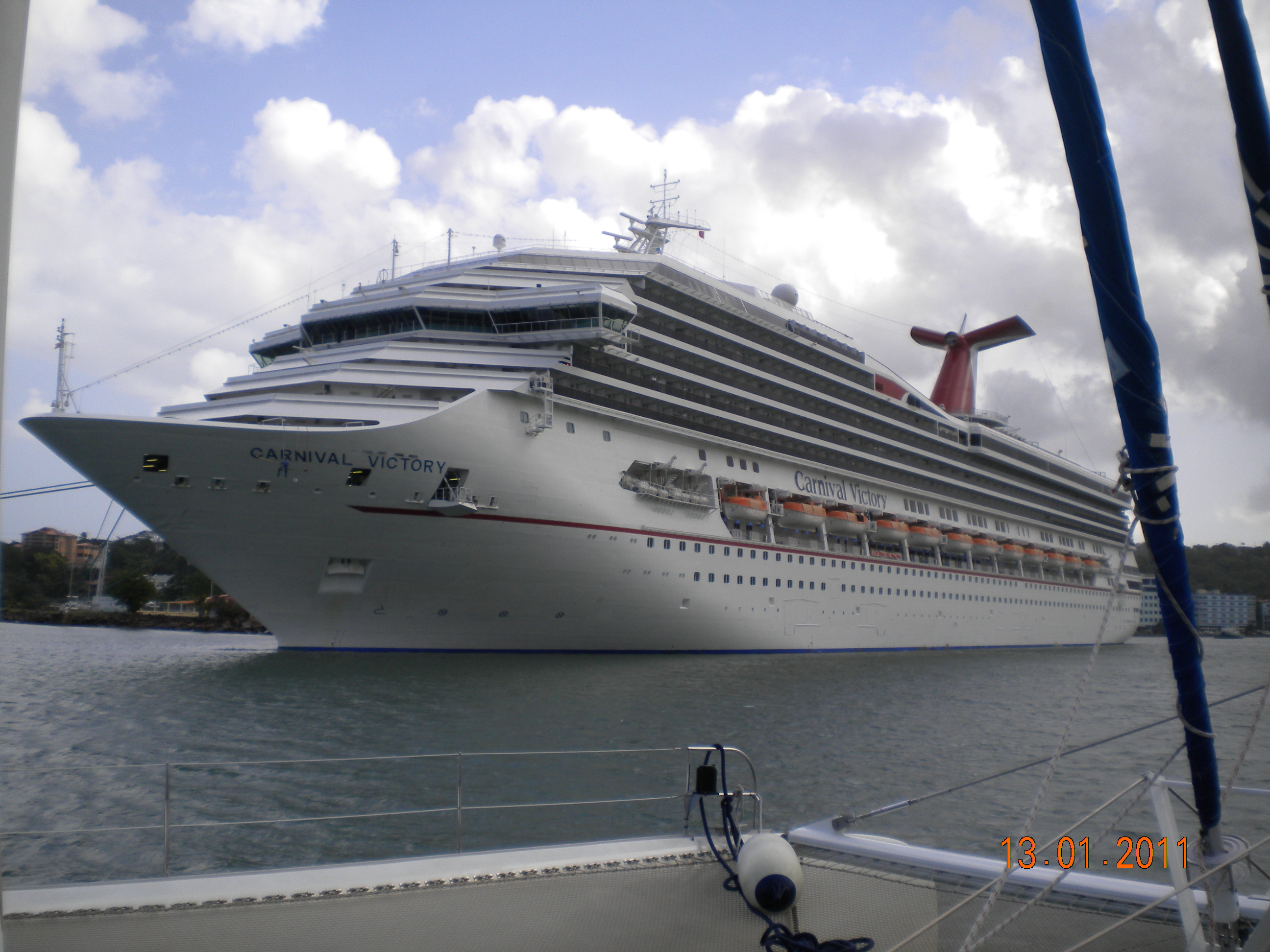
El Crucero Carnival Victory en el Puerto de Castries

### Turismo
El turismo es vital para la economía de Santa Lucía, ya que es el sector que más aporta a la misma. Su importancia económica se espera que siga aumentando a medida que el mercado de los plátanos se vuelve más competitivo. El turismo tiende a ser más importante durante la estación seca (de enero a abril). Santa Lucía tiende a ser popular debido a su clima tropical, sus paisajes y su gran número de playas y resorts.
El turismo es el sector que más crece en los últimos años.
Otros atractivos turísticos son los Jardines Botánicos Diamond, la ciudad-volcán Sulphur Springs (en Soufrière), los picos gemelos «The Pitons», las selvas y el Parque Nacional Isla de la Paloma, que es donde se encuentra el Fuerte Rodney, una antigua base militar británica.
La mayoría de los turistas visitan Santa Lucía como parte de un crucero. La mayor parte de su tiempo tiende a ser gastado en Castries, aunque Soufrière, Bahía Marigot y Gros Islet son populares lugares para visitar.

### Agricultura

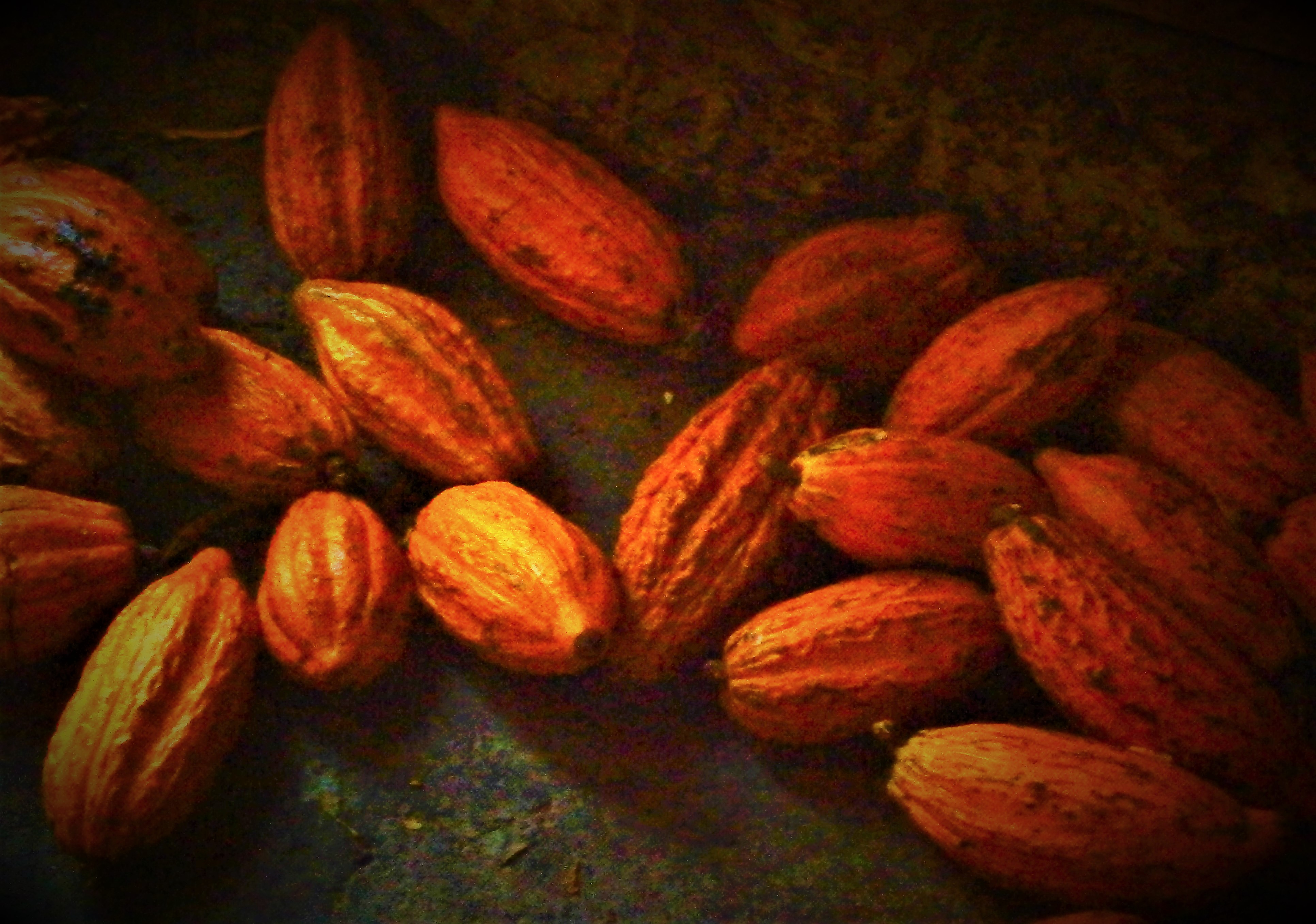
Cacao extraído en la estancia Morne Coubaril (parroquia de Soufrière).

El sector agrícola fue en su día el principal contribuyente a la economía de Santa Lucía. Esto se debía especialmente a la exportación de plátanos. Sin embargo, su importancia para la economía ha disminuido considerablemente, en parte debido a la creciente competencia de los países sudamericanos en la industria bananera. No obstante, la agricultura sigue siendo una parte importante de la economía del país, proporcionando el 7,9% de los puestos de trabajo y contribuyendo al 2,2% del PIB en 2021.
Alrededor del 18% de la tierra se destina a prácticas agrícolas. El plátano sigue siendo el principal producto agrícola cultivado en Santa Lucía, además de cocos, granos de cacao, mangos, aguacates, hortalizas, cítricos y tubérculos como ñames y batatas.
Santa Lucía también cuenta con un pequeño sector ganadero, en el que predominan las aves de corral. La isla es autosuficiente en la producción de huevos y la producción de aves de corral y carne de cerdo ha aumentado en los últimos años. La pesca también ha tenido una importancia considerable en la economía nacional.

### Tendencias

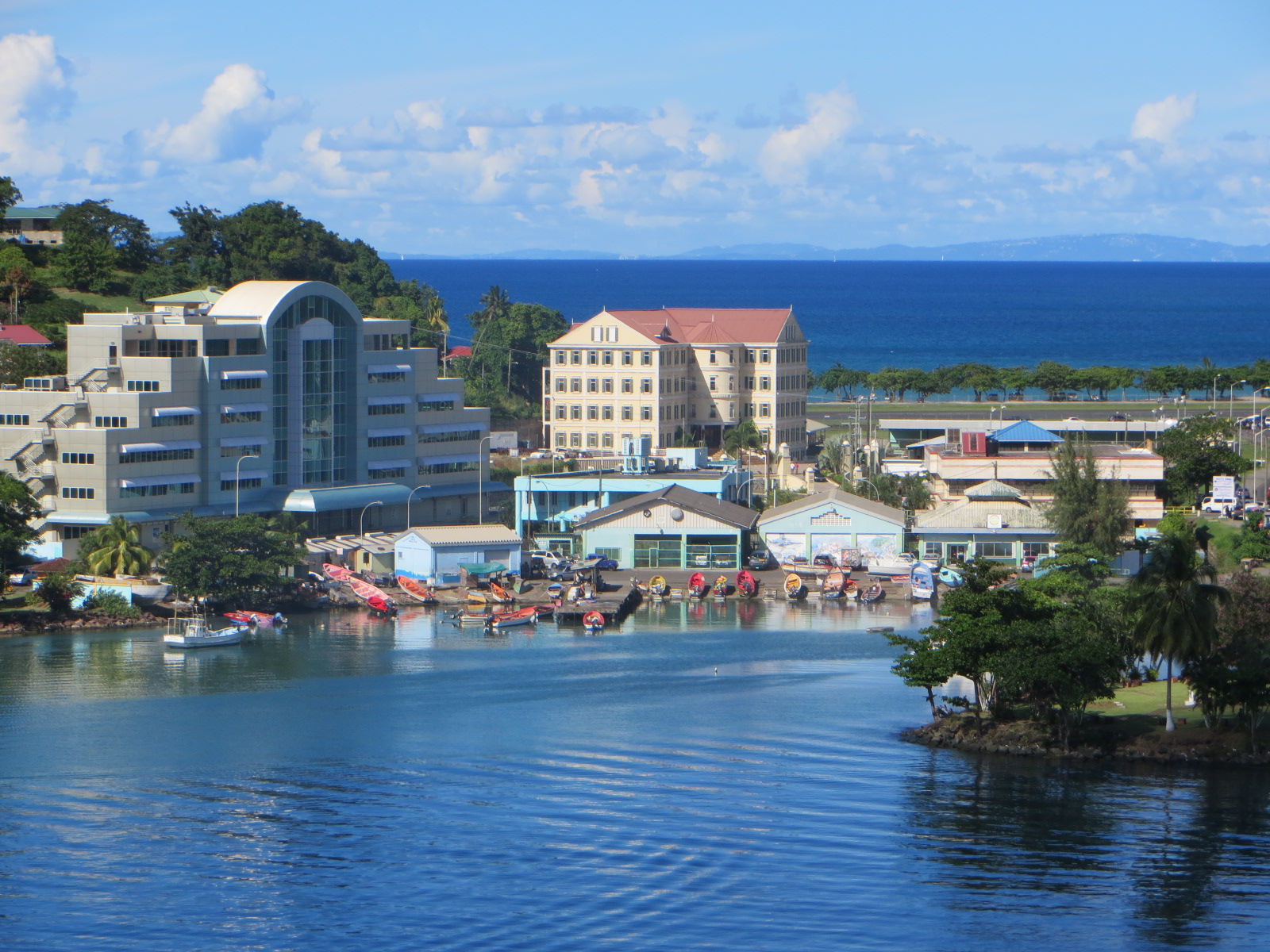
Costa de Castries, la ciudad es el corazón económico del país

El nivel de hogares isleños que viven en el umbral de la pobreza o por debajo de él aumentó del 18,7 % al 21,4 % entre 1995 y 2005.En 2006, otro 16,2 % de la población de la isla era vulnerable a crisis económicas que podrían situarla fácilmente por debajo del umbral de pobreza. En un distrito rural, el 44,9 % de los hogares vivían por debajo del umbral de pobreza (2005). Para ampliar la base económica de la isla, el gobierno añadió como objetivos de desarrollo las pequeñas empresas, la informática y los servicios financieros.
Los principales productores de ingresos de Santa Lucía -agricultura, turismo y pequeñas manufacturas- se beneficiaron de la mejora de las infraestructuras de carreteras, comunicaciones, suministro de agua, alcantarillado e instalaciones portuarias. Los inversores extranjeros también se han visto atraídos por las mejoras de las infraestructuras y por una mano de obra formada y cualificada y unas condiciones políticas relativamente estables. La mayor inversión se ha realizado en una terminal de almacenamiento y transbordo de petróleo construida por Hess Oil. El Banco de Desarrollo del Caribe financió un proyecto de ampliación del aeropuerto.
Hasta los sucesos del 11 de septiembre de 2001, el sector turístico había registrado importantes avances, experimentando un auge a pesar de algunos huracanes inoportunos y destructivos.Las llegadas de turistas y cruceros disminuyeron en 2001, y varios hoteles se declararon en quiebra, entre ellos el Hyatt. El desarrollo del sector turístico sigue siendo una prioridad, y el gobierno se ha comprometido a proporcionar un entorno favorable a la inversión. Existen incentivos para construir y modernizar instalaciones turísticas. La utilización de fondos públicos para mejorar la infraestructura física de la isla ha sido liberal, y el gobierno se ha esforzado por atraer acontecimientos culturales y deportivos y desarrollar los lugares históricos.

## Infraestructura

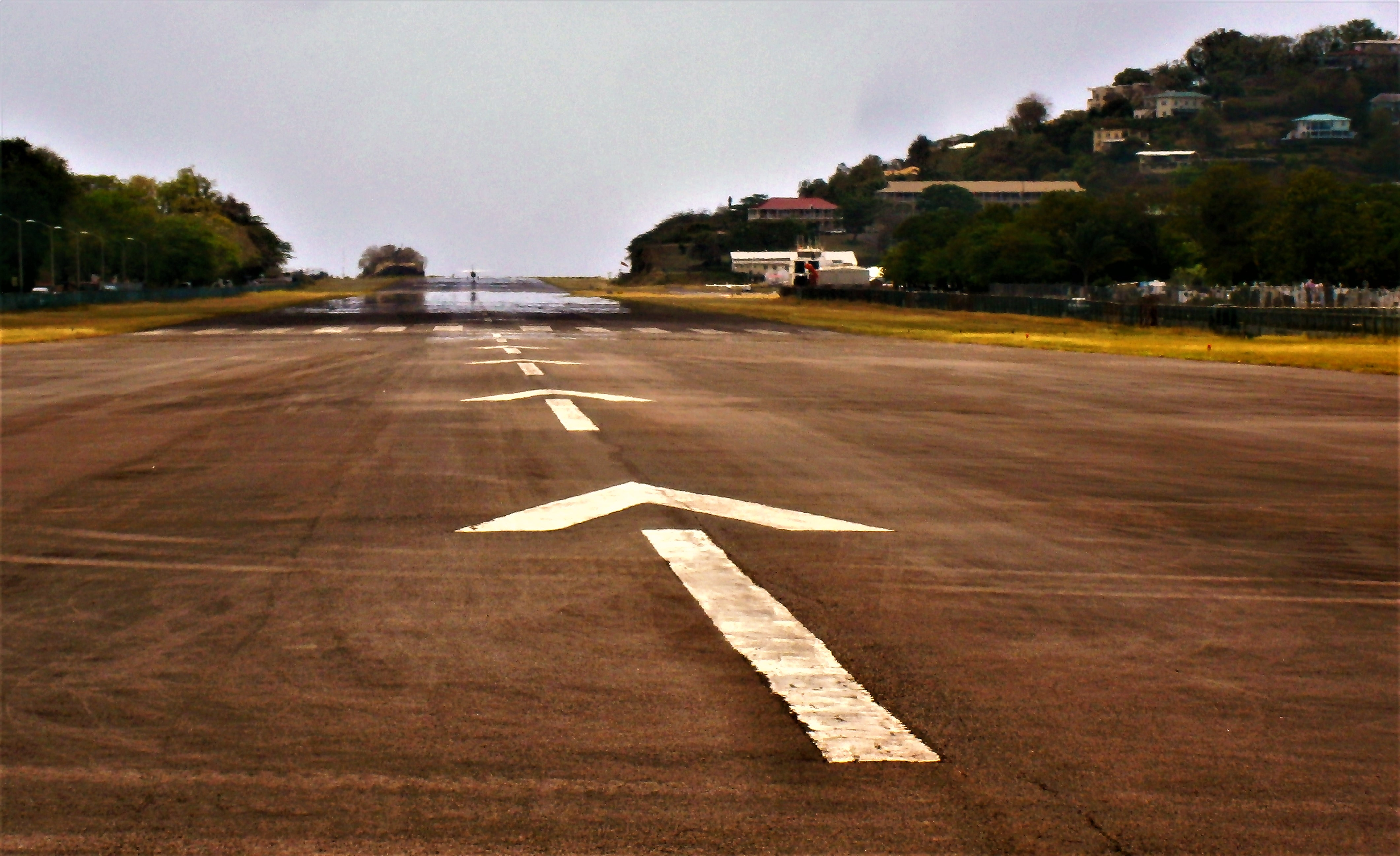
Pista del Aeropuerto George F. L. Charles (Castries).

### Transporte
La red vial del país la componen 1210 kilómetros de carreteras, de los cuales el 70 % (847 km) están pavimentados. Santa Lucía cuenta con dos aeropuertos. El Aeropuerto George F. L. Charles se encuentra ubicado en el centro de Castries y posee numerosos vuelos a islas vecinas. Está catalogado como uno de los destinos más difíciles del mundo. El Aeropuerto Internacional Hewanorra, principal terminal aérea del país, se ubica al sur de la isla, y es donde llegan y parten la mayoría de vuelos internacionales de largo alcance, allí se pueden encontrar servicios de autobuses y taxis que van al norte y a otros puntos de la isla. Ambos aeropuertos también son unidos por un servicio de helicópteros. También se pueden alquilar coches en el aeropuerto o en la capital. Precisamente en la capital Castries, se encuentra el Puerto de Castries, un medio de comunicación de los más importantes al este del Caribe, desde donde se puede encontrar un ferry que conecta la ciudad con Soufrière, localizada al oeste de la isla.

### Energía
En la región, Santa Lucía es la población más grande y por tanto cuenta con el mercado de energía más grande. En el país, la energía tiene precios volátiles a diferencia del resto de países cercanos, por la alta dependencia al diésel importado para generar energía. Por tanto todos los costos del combustible se transmiten igualmente al consumidor. Santa Lucía importa unos 3000 barriles de petróleo al día, mayormente para generar energía proveniente de Trinidad y Tobago. La empresa Saint Lucia Electricity Services Ltd. es responsable de la generación y distribución de energía en el país.

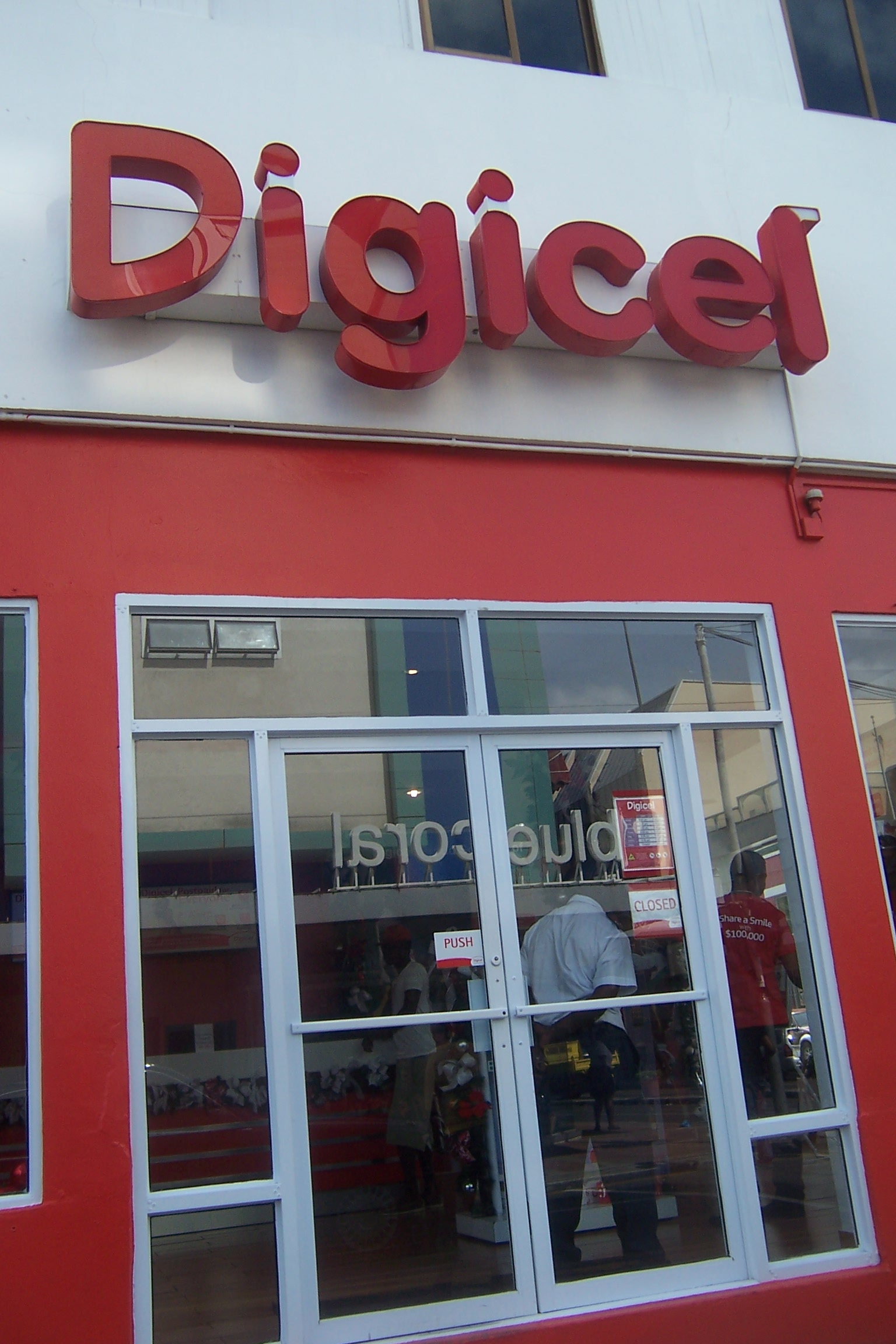
Una oficina de Digicel en Santa Lucía

El consumo per cápita de energía es 10 % menor que en el resto de América Latina, pero el sector comercial acapara casi el 60 % del consumo, en gran parte a la importancia de los hoteles y del turismo en general. Por eso se predice que Santa Lucía deberá expandir su capacidad de generación en la próxima década para satisfacer la demanda. Por esto y al igual que otros países vecinos, Santa Lucía ha puesto en marcha un ambicioso plan de generar el 35 % de su energía de fuentes renovables para el 2020. Por ser una isla volcánica, explotar la energía geotérmica es un plan muy prometedor, para lograrlo el país ha recibido fondos del Banco Mundial para comenzar a explotar su potencial geotérmico. Además también por su ubicación se podrían desarrollar energía solar y energía eólica, pero aún no se han tomado en cuenta estas opciones.

### Telecomunicaciones
Santa Lucía se interconecta por medio de cables de fibra óptica submarina, como por ejemplo el Southern Caribbean Fiber, o bien el Eastern Caribbean Fiber System (ECFS) que la une a Martinica, Barbados, y las Islas Vírgenes Británicas. Forma parte del sistema telefónico de Estados Unidos (utiliza el código de área 758).
El principal operador celular es Flow, una subsidiaria de Cable & Wireless Communications (CWC) que opera una red 4G-LTE desde septiembre del 2017. También brinda servicio de TV por cable, acceso a internet residencial y telefonía doméstica o para pequeños comercios. Digicel es otro operador que solo brinda telefonía móvil.
La isla forma parte de la Autoridad de Telecomunicaciones del Caribe Oriental (Eastern Caribbean Telecommunications Authority - ECTEL).

## Demografía

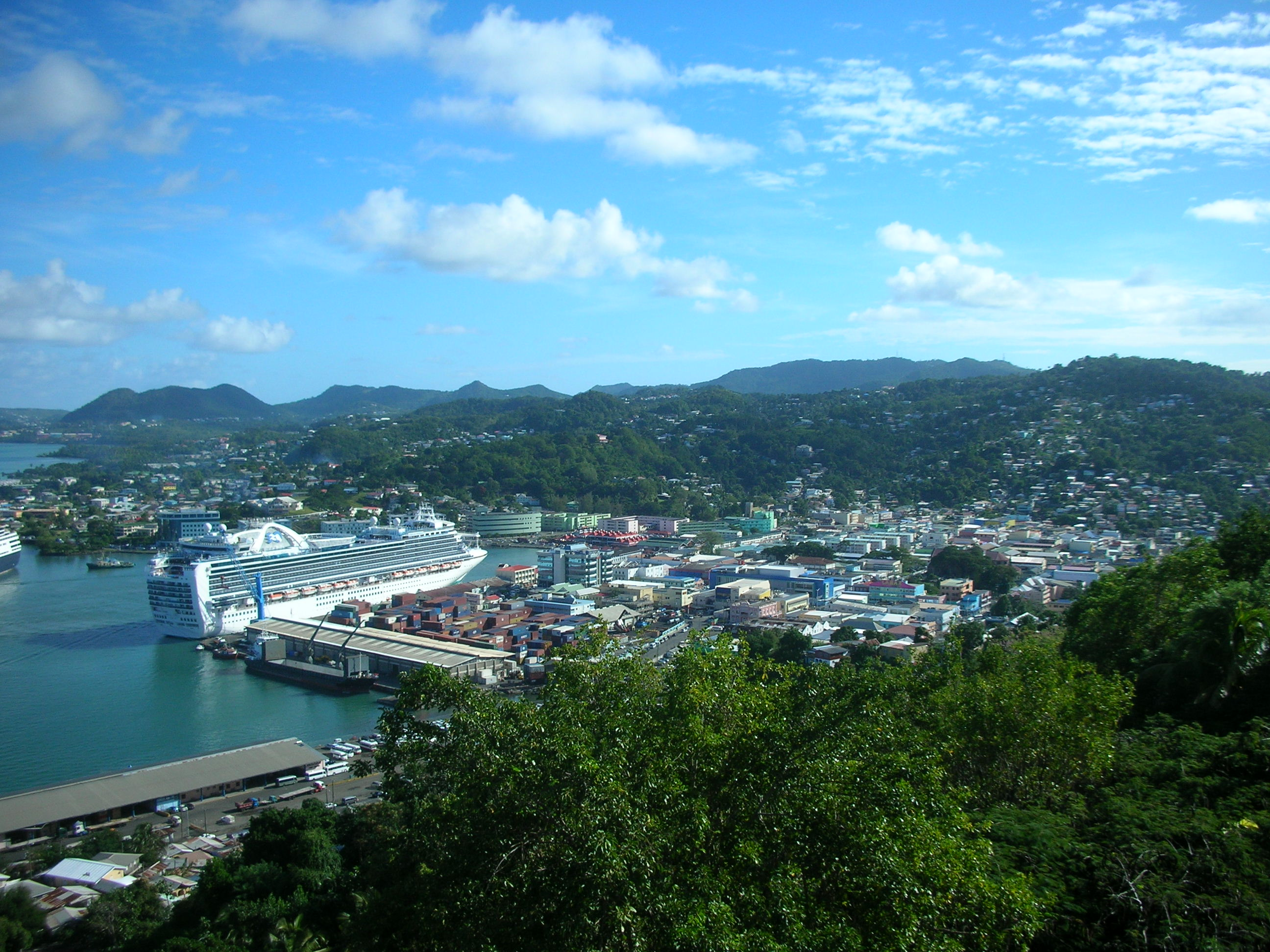
Panorámica de Castries.

Normalmente se realiza un censo en Santa Lucía cada diez años. Según el censo de 2010, Santa Lucía tenía una población de 165 595 habitantes distribuidos en 58 920 hogares. Se trata de un aumento del 5,1 % respecto a los 157 490 registrados en el censo anterior de 2001. Los niños con edades comprendidas entre los 0 y 14 años constituían el 24,1 % de la población, mientras que los que tenían 65 años o más constituían el 8,6 %.
En el censo de población de 2018, Santa Lucía tenía una población de 179 667 habitantes y la población estimada para 2021 es de 179 651 personas.
Alrededor del 70 % de la población es católica y está muy influida por las costumbre católicas francesas. El 19 % es protestante de diversas denominaciones y alrededor de un 2 % se adhiere al movimiento rastafari.
Casi el 33 % de la población no sabe leer ni escribir. No obstante, el 96,7 % de los niños de 5 a 11 años de edad estaban matriculados en la escuela primaria y la tasa de matrícula en la escuela secundaria fue de 95,8 %.

La edad promedio son 24 años y la esperanza de vida es de 73 años.

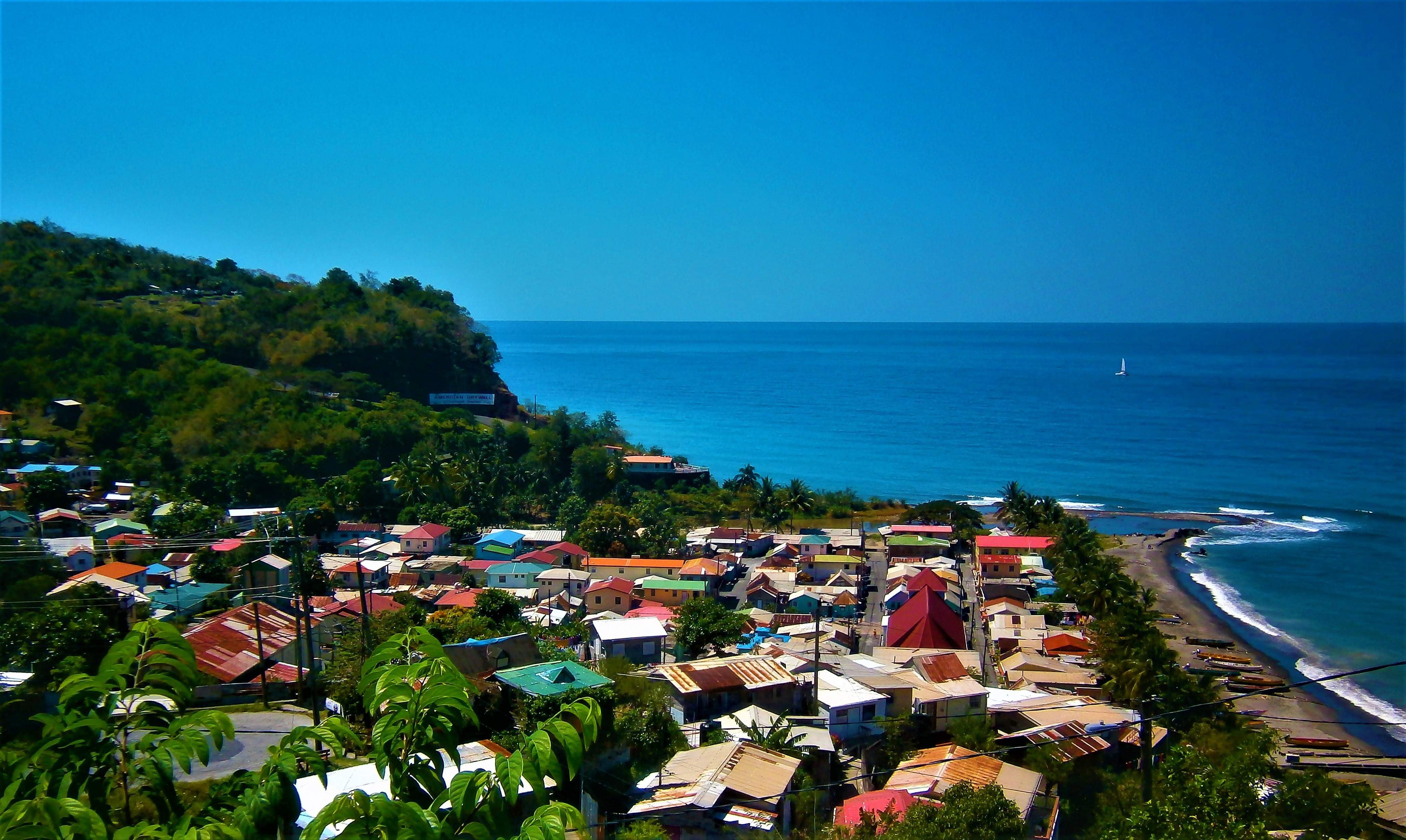
Panorámica de Canaries, en la parroquia de Anse La Raye.

A pesar de la alta tasa de emigración, la población crece un 1,1 % al año. La migración de los habitantes de Santa Lucía se da principalmente a los países de habla inglesa. El Reino Unido tiene unos 10 000 nacidos en Santa Lucía, y unos 30 000 descendientes de esta isla. Estados Unidos es el segundo destino de los expatriados de Santa Lucía: allí viven unos 14 000 santalucenses, la mayoría en Miami y Nueva York. En Canadá viven algunos miles de santalucenses, en especial en la provincia francófona de Quebec y más en concreto en Montreal. España y Francia son los otros dos únicos países donde viven más de 50 personas provenientes de Santa Lucía, 124 y 117 respectivamente.
La tasa total de fecundidad es de 1,8, y según estudios el 28 % de la población es pobre y la proporción de pobres indigentes es de 1 %. La pobreza en Santa Lucía se considera un fenómeno rural, pues en algunos distritos rurales las tasas de pobreza llegan al 35 %. Aporta también que la tasa del desempleo es 20 %, siendo la fuerza laboral del país de 67 000 personas, 55 % hombres y 45 % mujeres. El número de hogares familiares es de casi 59 000 y el número de hogares indigentes es de solo 1 ; de estas familias el 21 % son pobres y el número de miembros en la familia es de 2,8 miembros.
En el país había sólo 1500 discapacitados, de los cuales un 31 % tiene discapacidad visual, un 12 % discapacidad auditiva y un 56 % discapacidad física. La tasa de mortalidad es de 5,6 por cada 1000 personas y la tasa de mortalidad infantil es de 13,9 por cada 1000 nacidos vivos.
Casi el 40 % de la población de la isla vivía en el distrito de Castries, donde se encuentra la capital del país del mismo nombre. Aparte de la capital Castries, las principales ciudades de la isla-nación son Vieux Fort, Choiseul, Micoud, Soufrière, Anse La Raye, Dennery y Praslin. La población se divide uniformemente entre zonas urbanas y rurales.

### Composición étnica
Santa Lucía estuvo originalmente habitada por pueblos amerindios, sin embargo, la colonización europea provocó una caída significativa de dichas poblaciones indígenas. Si bien la mayoría de los residentes de la isla eran plantadores blancos, los esclavos africanos y los sirvientes contratados traídos por los europeos acabarían superándolos en número. Debido a esto, la población de Santa Lucía es predominantemente de ascendencia africana y mixta. En 2010, el 85,3 % de la población era negra y el 10,9 % era de ascendencia multirracial. Otras minorías son la indocaribeña (2,2 %), la blanca (0,6 %) y los descendientes de los indígenas (0,6 %). Hay un pequeño número de habitantes denominados kalinago, que viven principalmente en la región de Choiseul y en algunos centros de la costa occidental. También hay una reducida minoría de sirios y libaneses.

### Lenguas
El idioma oficial de Santa Lucía es el inglés. Sin embargo, hay otros idiomas muy hablados en la isla, a saber, el criollo francés de Santa Lucía (kwéyòl). Conocido coloquialmente como patois ("patwa"), lo habla el 95 % de la población. Está relacionado con el criollo haitiano, que, no obstante, tiene una serie de características distintivas.[cita requerida] Se desarrolló durante el período inicial de la colonización francesa y se deriva principalmente de las lenguas francesa y de África occidental. Ha habido algunos intentos de oficializar el idioma, pero aún no han tenido éxito. No obstante, es muy utilizado en la música y la literatura, por lo que está ganando reconocimiento a pesar de seguir sin estatus oficial.

### Religión
Según el censo de 2010, el 90,2 % de la población de Santa Lucía se considera cristiana, el 2,3 % tiene una religión no cristiana y el 5,9 % no tiene religión o no la declaró (1,4%).
Aproximadamente dos tercios de los cristianos son de la Iglesia Católica (62,5 % de la población total), reflejo de la temprana influencia francesa en la isla, y el 24,5 % son protestantes de diversas denominaciones. Los Adventistas del Séptimo Día constituyen el mayor grupo protestante, con el 10,4 % de la población. Los pentecostales son el segundo grupo más numeroso (8,9 %). Le siguen los evangélicos (2,3 % de la población) y los bautistas (2,2 %). Otros cristianos practican el anglicanismo (3,4 %) y otros son Testigos de Jehová (1,1 %),
El número de no cristianos es pequeño. Entre estos grupos religiosos se encuentran el movimiento rastafari (1,9 % de la población), el hinduismo (0,3 %) y los musulmanes (0,1 %).

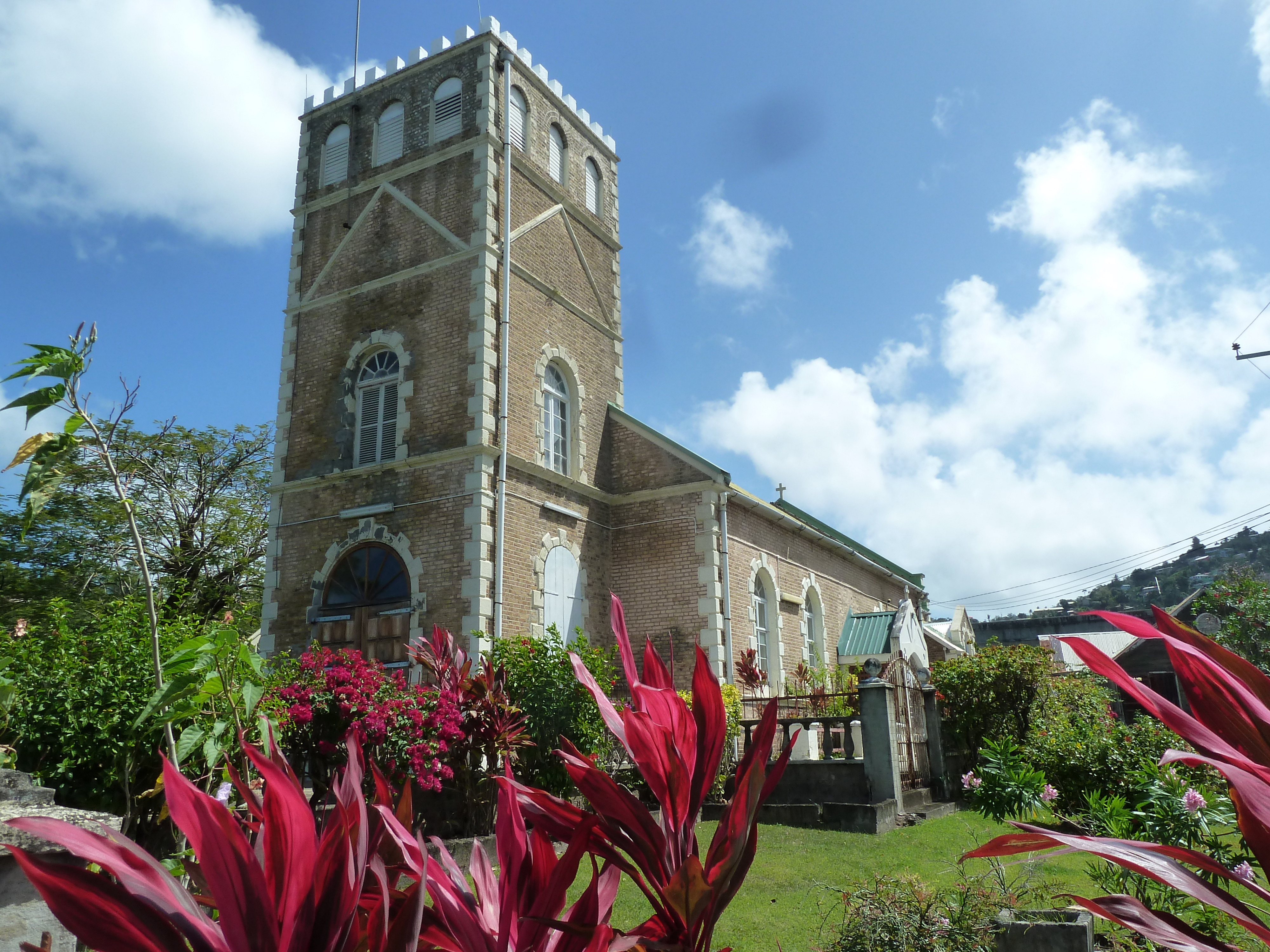
Iglesia anglicana de la Santísima Trinidad

La Constitución establece la libertad de religión y el derecho de las personas a cambiar, manifestar y propagar la religión de su elección. Concede a los grupos religiosos el derecho a establecer y mantener escuelas e impartir enseñanza religiosa. La ley exige que los grupos religiosos con más de 250 miembros se registren en el gobierno. 
La Asociación Islámica de Santa Lucía, que se registró oficialmente como organización religiosa en 2020, siguió buscando terrenos para construir una mezquita y un cementerio y solicitando exenciones a una ley que obligaba a realizar entierros en ataúd. La única organización judía del país, Jabad, seguía buscando el reconocimiento oficial del gobierno. Según representantes rastafaris, la aprobación en septiembre de una ley que despenalizaba la posesión de marihuana -acompañada de una disculpa del primer ministro, Philip J. Pierre, por la discriminación sufrida en el pasado- fue un paso positivo, pero los rastafaris pidieron más medidas, como la legalización de la producción de cannabis o la eliminación de los antecedentes penales de los condenados. Junto con sus homólogos musulmanes, los grupos cristianos se declararon en general partidarios de las vacunas del COVID-19 y de las medidas sanitarias relacionadas con la pandemia; los rastafaris se opusieron sin embargo las vacunas. 

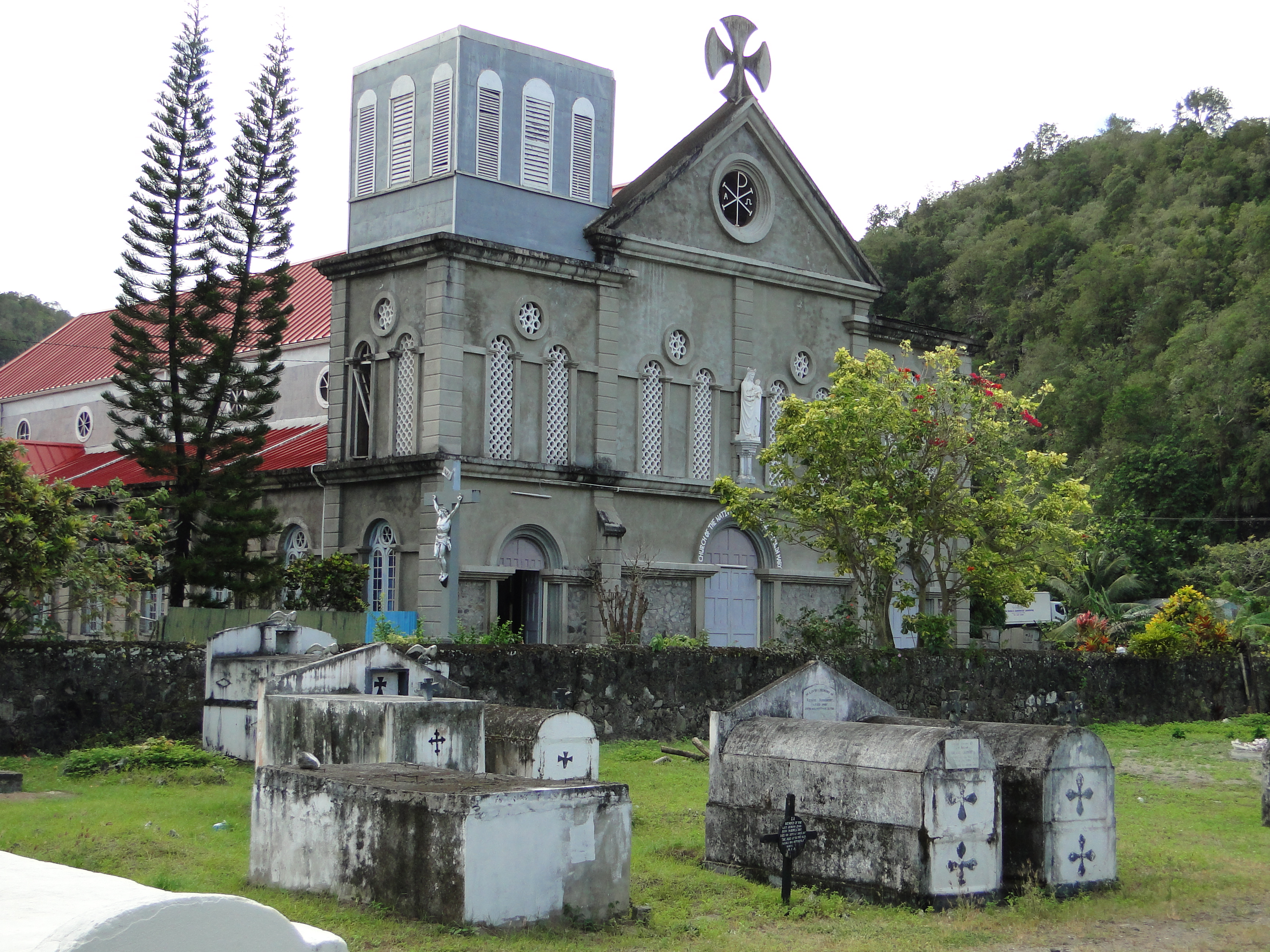
Iglesia de la Natividad de la Santísima Virgen María en Anse-La-Raye

El Consejo Cristiano, compuesto por la Iglesia Católica y algunas iglesias protestantes, y la Asociación Evangélica del Caribe se pusieron en contacto con el Gobierno para tratar cuestiones de interés para sus miembros y, en última instancia, obtuvieron una exención religiosa de la vacunación. y, en última instancia, obtuvo una exención religiosa al toque de queda impuesto para los domingos durante gran parte del cuarto trimestre del conflicto. durante gran parte del cuarto trimestre del año. Un líder religioso dijo que el registro fue especialmente importante durante la pandemia de COVID-19, ya que sólo los grupos registrados podían celebrar servicios religiosos legalmente.
Según un representante de la Asociación Islámica, en general se respetaba a los musulmanes en el país, pero en las redes sociales seguían apareciendo denuncias de acoso verbal callejero. El Consejo Cristiano siguió celebrando reuniones interconfesionales para promover el respeto a la diversidad religiosa y la tolerancia entre todas las comunidades.

## Educación
La educación en Santa Lucía se basa principalmente en el sistema educativo británico y se imparte en centros públicos y privados.

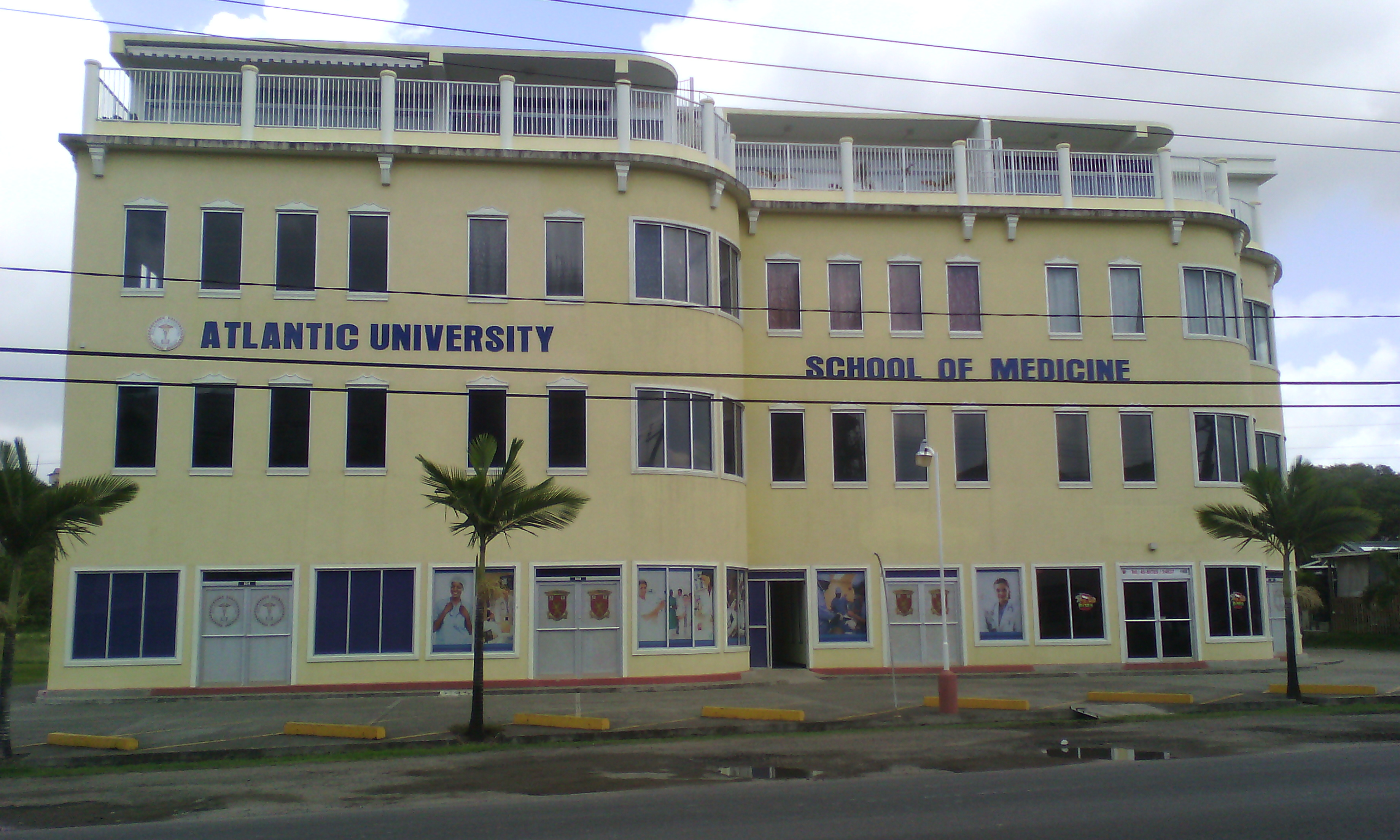
Escuela de Medicina de la Universidad Atlantic en Santa Lucía

Según la Iniciativa para la Medición de los Derechos Humanos (HRMI), Santa Lucía cumple el 85,2% de lo que debería cumplir en materia de derecho a la educación, teniendo en cuenta el nivel de renta del país. La HRMI desglosa el derecho a la educación teniendo en cuenta tanto el derecho a la educación primaria como el derecho a la educación secundaria.
Teniendo en cuenta el nivel de renta de Santa Lucía, el país alcanza el 87,8 % de lo que debería ser posible en función de sus recursos (renta) para la enseñanza primaria y el 82,6 % para la secundaria. La educación en Santa Lucía es obligatoria entre los 5 y los 15 años. Santa Lucía ha logrado la enseñanza primaria universal y la enseñanza secundaria universal. El horario escolar es normalmente de 9.00 a 15.00 horas, y los centros de secundaria empiezan a las 8.00 y terminan a las 14.30. En Santa Lucía hay aproximadamente 74 centros de primaria y 23 de secundaria.
Antes de su independencia, las escuelas de Santa Lucía estaban gestionadas por diferentes confesiones religiosas, en particular las denominaciones cristianas como la Iglesia Católica, la Iglesia Adventista del Séptimo Día y las iglesias metodistas.

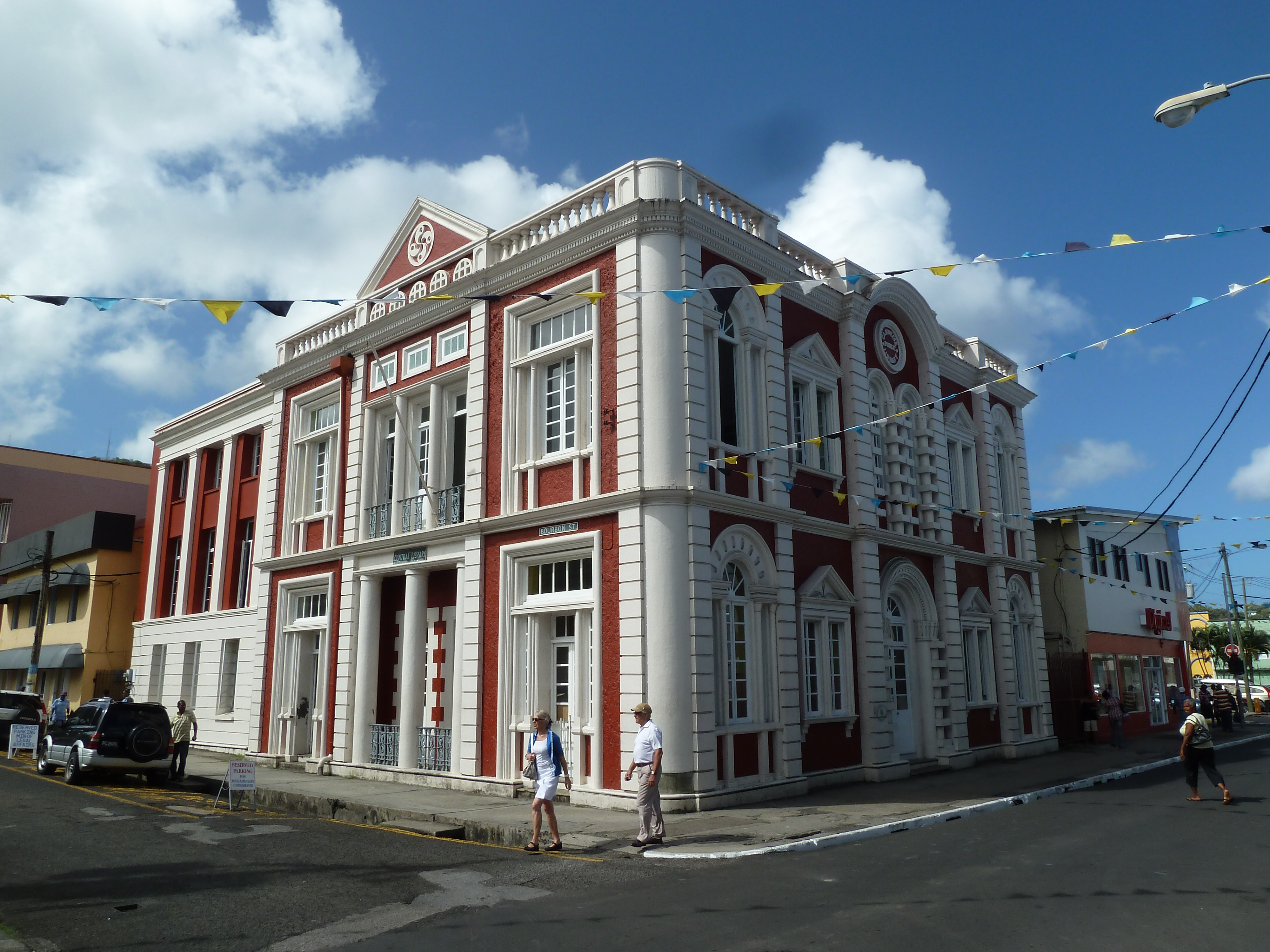
Biblioteca Central de Castries

El Acta de Educación apoya la educación obligatoria y gratuita en Santa Lucía para edades de cinco a quince años. El gasto público en educación fue del 5,8 % del PIB en el periodo 2002–2005. Santa Lucía tiene una universidad: Campus Abierto de la Universidad de las Indias Occidentales, y algunas escuelas médicas – Universidad Estadounidense Internacional − Colegio de Medicina, Escuela Universitaria Destiny de Ciencias Médicas y Salud, y el más antiguo de todos, la Universidad de Ciencias de la Salud Spartan. El colegio de formación secundaria líder para chicos es el St. Mary's College que dirigen Sir Arthur Lewis y Derek Walcott y para chicas el St. Joseph's Convent, alma mater de Dame Pearlette Louisy, su Gobernadora General.
La música forma parte del plan de estudios de las escuelas públicas de Santa Lucía; se enseña desde hace tiempo en los cursos inferiores, pero no se introdujo en la enseñanza secundaria hasta 1999.

En la enseñanza primaria de Santa Lucía, la música y otras enseñanzas artísticas suelen utilizarse de forma incidental a la enseñanza de otras asignaturas o para ocasiones especiales.Alrededor del 40% de las escuelas de la isla imparten educación musical general, mientras que otras dedican más tiempo al canto en grupo o al coro, o a la interpretación de conjuntos de flautas dulces. En 2003, se instituyó un programa de cuerda para los alumnos de primaria.

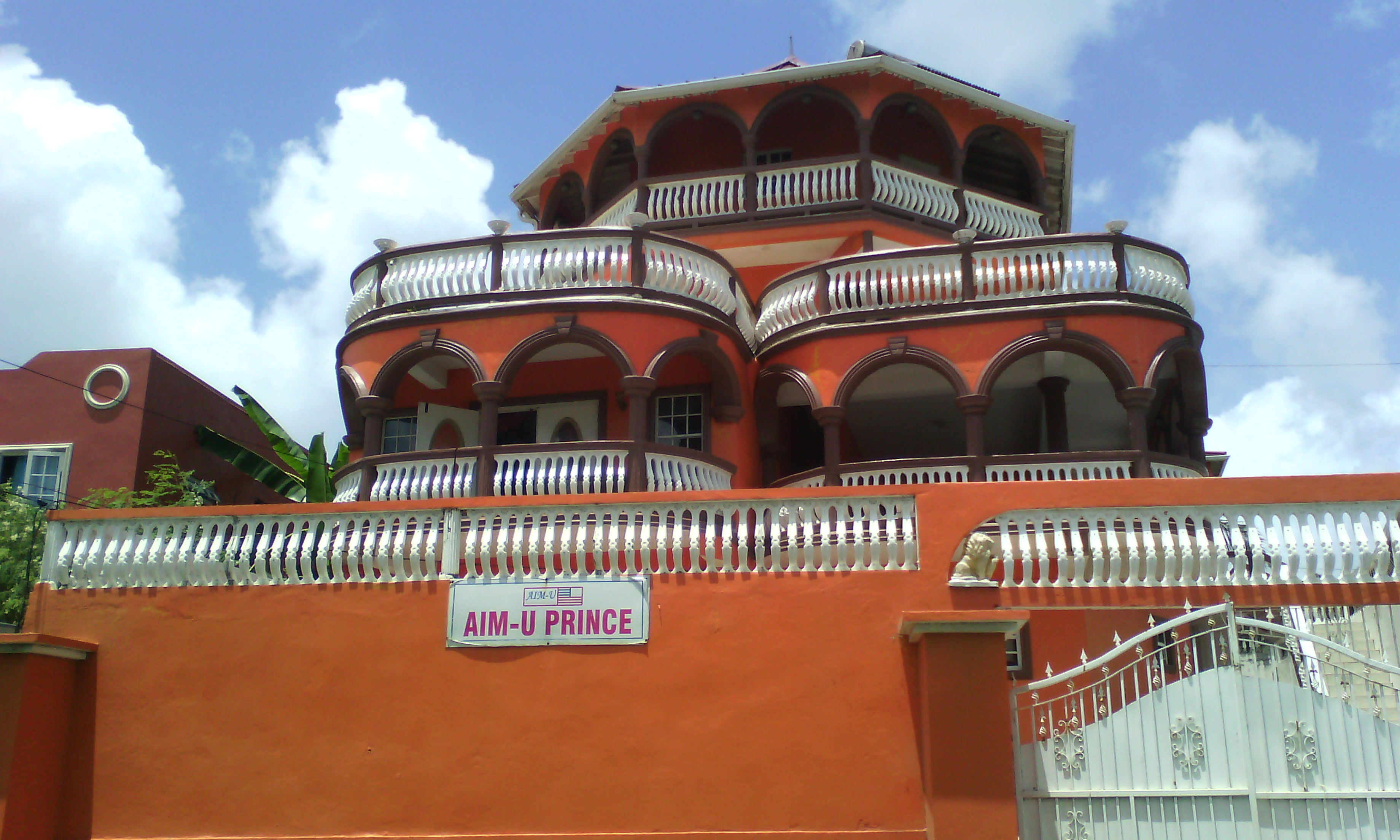
Universidad médica internacional estadounidense en Santa Lucía

Alrededor del 70% de las escuelas imparten clases de música en el primer ciclo de secundaria. Muchas de las escuelas que normalmente no imparten clases de música pueden ofrecer clubes de voluntarios u otras oportunidades más informales de enriquecimiento musical. Muchas escuelas lucianas han formado conjuntos, sobre todo un conjunto de viento (30% de las escuelas), o una banda de steelpan (20%) o un grupo de combo (20%). La enseñanza pública también ha colaborado con la Escuela de Música de Santa Lucía para formar el Coro Juvenil Nacional, la Orquesta de Cuerda y el Conjunto de Viento de Secundaria. El Ministerio de Educación gubernamental también patrocina una serie de festivales y eventos musicales especiales, tanto en beneficio de todos los estudiantes como para el enriquecimiento de los más dotados musicalmente.
La Escuela de Música de Santa Lucía es un instituto independiente de educación musical que cuenta con dos sedes en la isla, una en el norte y otra en el sur. Se fundó en 1987 y cuenta con un alumnado de unos cuatrocientos estudiantes. El objetivo declarado de la Escuela es impartir educación musical a todos los niveles, ofrecer a la comunidad oportunidades de enriquecimiento musical, facilitar la formación y el desarrollo profesional de los educadores y establecer la escuela como un recurso musical. También existe un notable Centro de Educación Musical dirigido por un grupo vocal del pueblo pesquero de Anse la Raye; este Centro ofrece oportunidades de educación musical a niños superdotados y desfavorecidos de toda la isla.

## Salud
El gobierno de Santa Lucía se ha comprometido a garantizar que toda la población reciba atención de salud equitativa y de alta calidad, por lo que está trabajando para aplicar un modelo universal de cobertura destinado a dar acceso a intervenciones clave de promoción de la salud, prevención de enfermedades, curación y rehabilitación consideradas como fundamentales para lograr la equidad en la prestación y el uso de los servicios de atención sanitaria. El país tiene los índices de diabetes más altos del mundo, ya que el 28 % de la población tiene altos niveles de glucosa en la sangre y el 8 % tiene diabetes. Esta enfermedad y la hipertensión están afectando mayormente a los sectores más pobres de la población que no tienen acceso a los servicios de salud y tiene una mala nutrición.
Santa Lucía, financia sus servicios de salud con el presupuesto del Gobierno, contribución de donantes, pagos directos y planes de seguro privados, y ha logrado atender el 99 % de nacimientos en los hospitales con personal calificado. Todo gracias a que el gasto en salud ha aumentado considerablemente en un 27 %, con estos recursos se logró mejorar la infraestructura física, para atender la creciente demanda de servicios de salud púbica.
El Servicio de Salud de Santa Lucía comprende los niveles de atención primaria, secundaria y terciaria, los servicios están divididos por igual entre el sector privado y público. Se calcula que 80 000 personas tienen acceso a la atención primaría y 9000 a la secundaria por lo que le prestarían el servicio primario al 50 % de la población y el secundario al 90 %. Los principales centros de salud tanto del Gobierno como privados son el Hospital Victoria con 160 camas, el Hospital St. Jude con 70 camas y el Hospital Tapión con 30 camas.

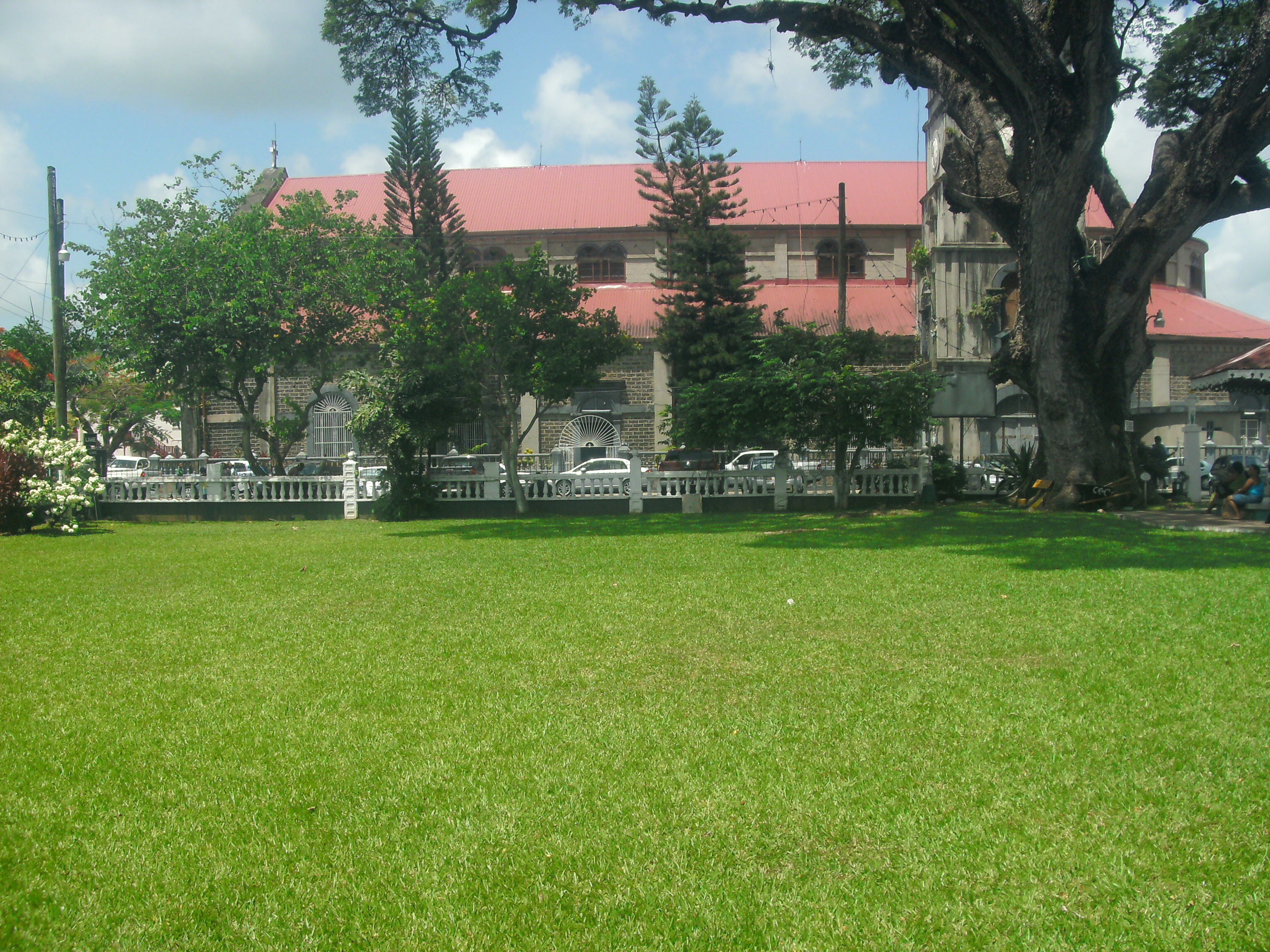
Catedral Basílica de la Inmaculada Concepción en Castries

## Cultura
La cultura de Santa Lucía tiene fuertes influencias africanas, producto de la inmigración y el comercio de esclavos que históricamente padeció la isla.
El idioma oficial es el inglés pero también se hablan el kweyol y algunas lenguas criollas derivadas del francés en gran medida, como el creole, que se desarrollaron como resultado de la colonización francesa. De hecho, es común escuchar los servicios de noticias y los discursos políticos en ese idioma, el cual comparte con la isla de Dominica.

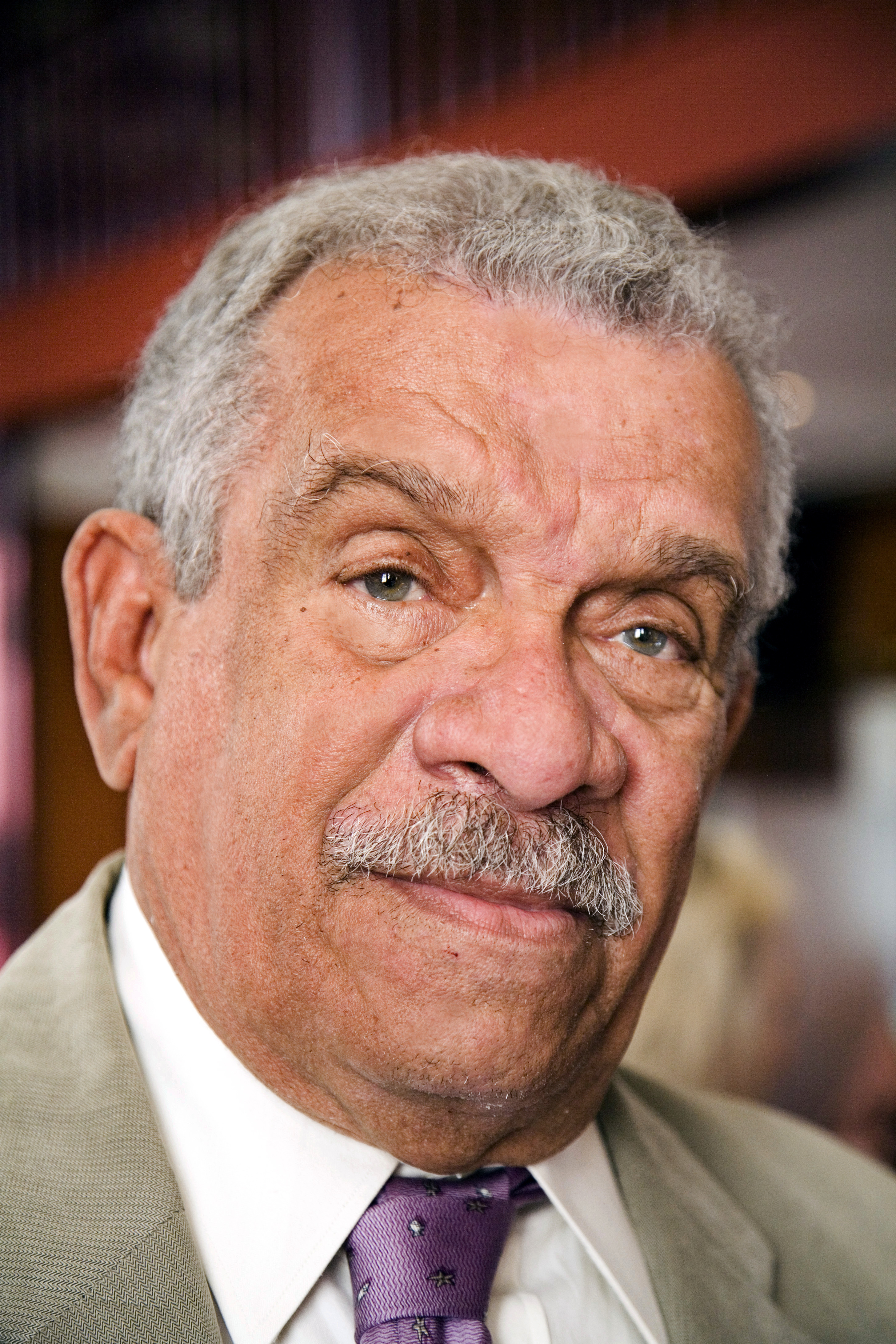
El escritor Derek Walcott.

Existen nueve estaciones de radio, seis de las cuales transmiten en frecuencia modulada y tres en amplitud modulada. Tiene tres canales de televisión, de los cuales uno es comunitario. En el año 2000 existían quince proveedores de internet a nivel nacional pero solo brindaban servicio a tres mil personas.

### Literatura
El escritor Derek Walcott recibió el Premio Nobel de Literatura en 1992, siendo el segundo santalucense en ganar un Nobel, después de Arthur Lewis, quien recibiera el Premio Nobel de Economía en 1979. Nacido en 1930, Walcott publicó su primer libro con 25 poemas a los 19 años. En 1949, recibió una beca de la University of West Indies para estudiar en Jamaica; en 1953 se mudó a Trinidad, donde trabajó en teatro y como crítico, enseñando teatro en diferentes islas del Caribe. En 1981, fundó la carrera de teatro en la Boston University, donde se retiró en 2007. Su último trabajo fue en 2016, colaborando con el artista triniteño Peter Doig. Murió en 2017.

### Festivales
Los festivales culturales santalucianos incluyen La Rose y La Marguerite, uno representando la orden de la Rosacruz, y el otro representando la Francmasonería, que puede verse en un mural pintado por Dunstan St. Omer, que representa a la trinidad de Osiris, Horus e Isis.

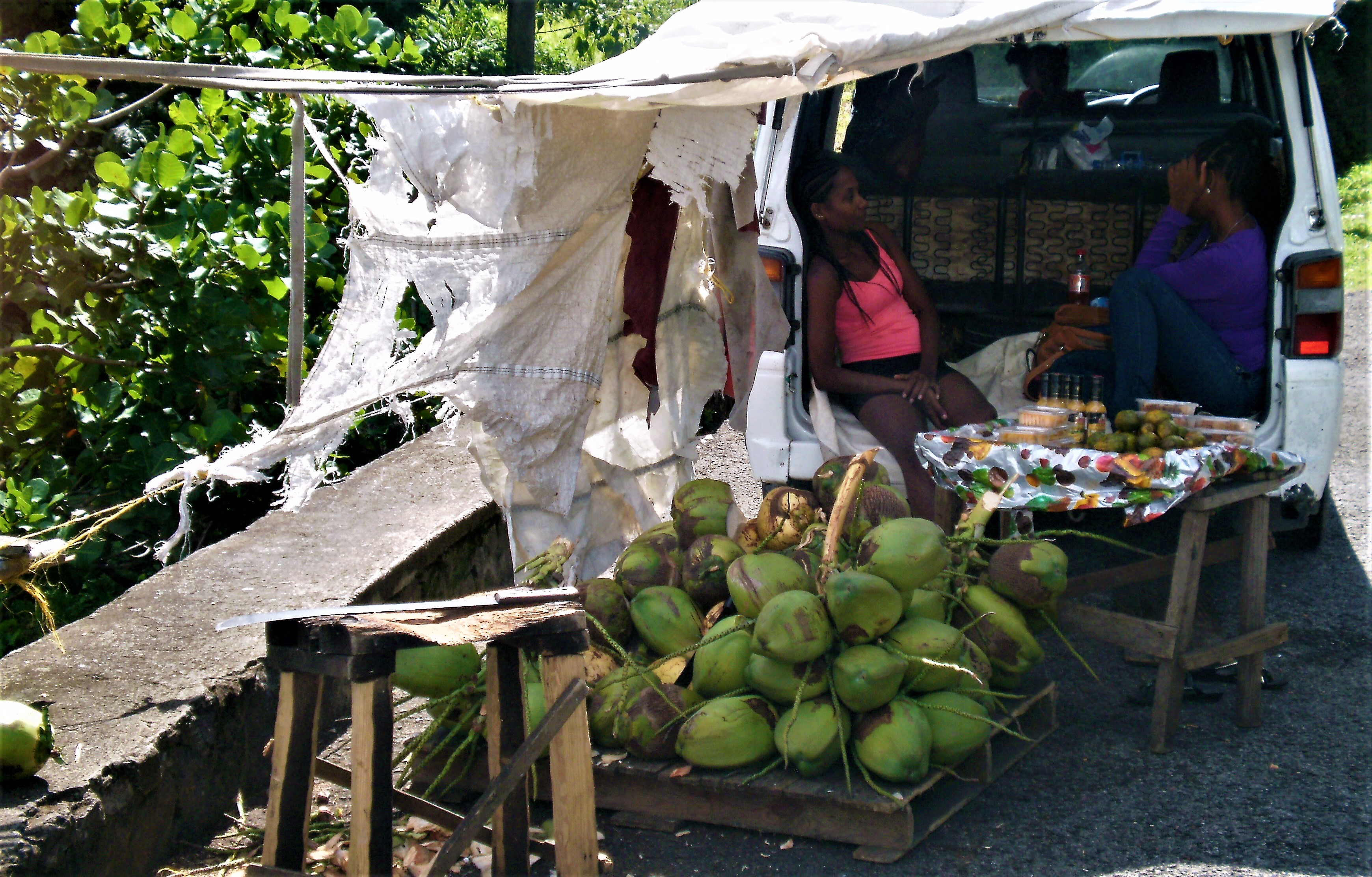
Puesto de venta de coco, uno de los principales ingredientes de la gastronomía de Santa Lucía.

Tradicionalmente, como otros países caribeños, Santa Lucía celebra un carnaval antes de la Cuaresma. En 1999, se trasladó a mediados de julio para no coincidir con el Carnaval de Trinidad y Tobago, más grande que el de Santa Lucía, y poder atraer más visitantes extranjeros.

### Música y danza
Una danza popular folclórica es el quadrille.
Así como otros géneros musicales del Caribe como la soca, zouk, kompa, y reggae, Santa Lucía tiene una fuerte tradición de música popular indígena.
Cada mayo, desde 1992, en Santa Lucía se celebra un Festival de Jazz reconocido internacionalmente.
La música de Santa Lucía alberga numerosas y vibrantes tradiciones orales y folclóricas, y se basa en elementos derivados de la música de África, sobre todo rítmicamente, y de Europa Occidental, danzas como la cuadrilla, la polca y el vals. El banjo y el cuatro son instrumentos folclóricos icónicos de Santa Lucía, sobre todo un banjo de cuatro cuerdas llamado bwa poye. Las canciones festivas llamadas jwé muestran lirismo y complejidad rítmica. El más importante de los bailes folclóricos criollos afrolucianos es el kwadril. 
La música es parte integrante de las fiestas y celebraciones populares lucianesas, así como de la rivalidad bonachona entre las sociedades La Rose y La Marguerite. En Santa Lucía hay poca música clásica occidental, y la industria de la música popular es incipiente. Hay pocas oportunidades de grabación, aunque la música en directo y la radio siguen siendo una parte vital de la cultura lucianense. La música popular extranjera, especialmente los estilos trinitenses como el calypso y la soca, está muy extendida.

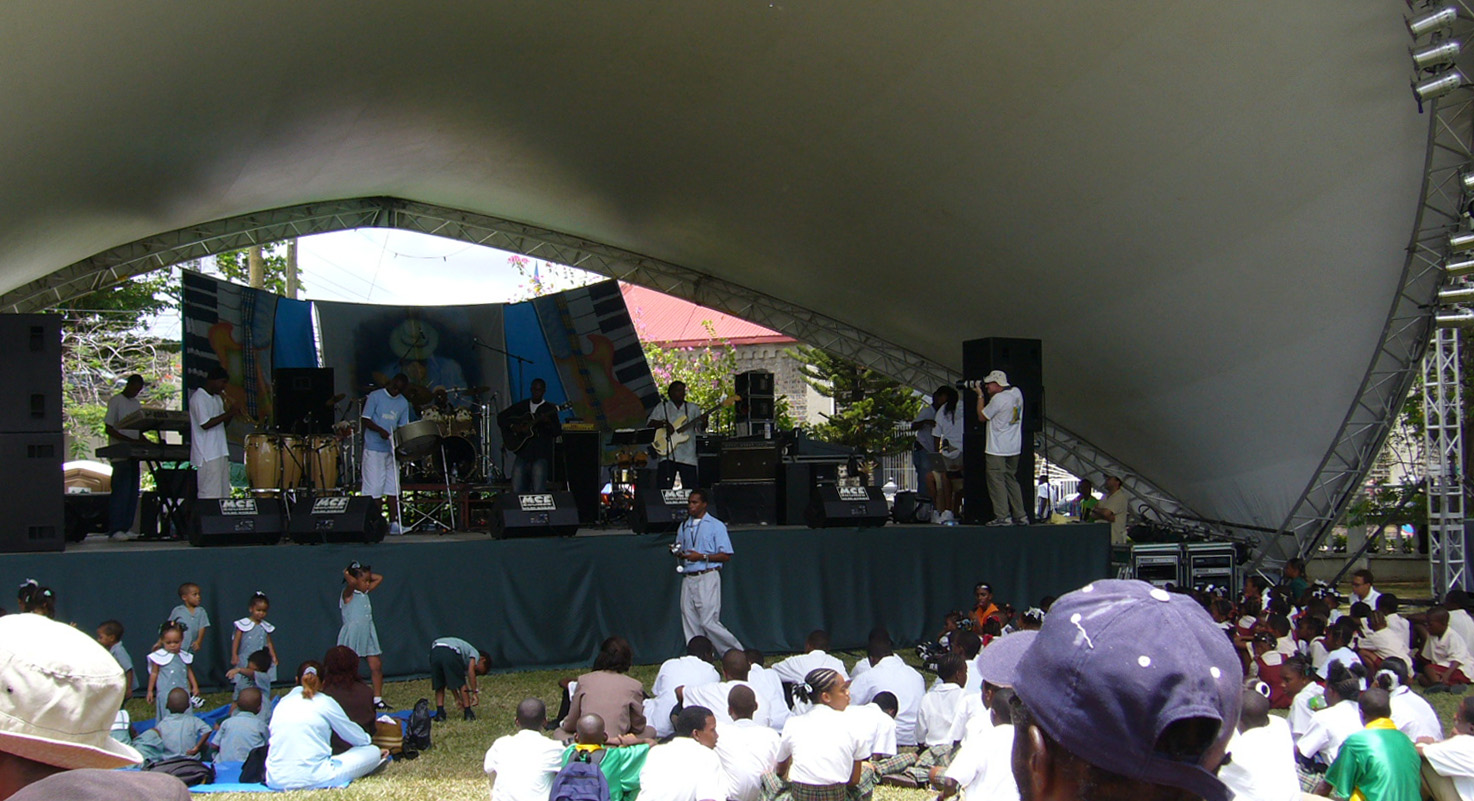
Festival de Jazz de Santa Lucía

La educación musical forma parte desde hace tiempo de la educación pública lucianense en los grupos de edad de la escuela primaria. Más recientemente, se ha introducido entre los estudiantes de más edad, muchos de los cuales participan ahora en orquestas de cuerda, conjuntos de viento, bandas de steelpan y otras oportunidades de enriquecimiento musical. También existe una conocida escuela de música sin ánimo de lucro, la Saint Lucia School of Music. El Ministerio de Educación patrocina diversos festivales y otros actos especiales. En la isla también se celebra el prestigioso Festival de Jazz de Santa Lucía y la fiesta criolla Jounen Kwéyòl.
Una banda folclórica típica de Santa Lucía se compone de violín, cuatro, banjo, guitarra y chak-chak (sonajero). El banjo y el cuatro se consideran especialmente importantes en la cultura de Santa Lucía, sobre todo el pequeño bwa poye, de cuatro cuerdas, o skroud banjo. Las danzas de Santa Lucía incluyen la moulala, el faci y la comette (un derivado del minué); sin embargo, el kwadril se considera cada vez más un símbolo nacional. Es una danza muy estilizada y formalizada que deriva de la cuadrilla europea. El jwé es una forma más informal de música folclórica lucianense, que se interpreta en bailes, velatorios y otros actos sociales; los intérpretes improvisan letras cómicas y a menudo mordaces. La música también desempeña un papel en la tradición de La Rose y La Marguerite, dos sociedades rivales que compiten en celebraciones y forman una parte fundamental de la cultura luciana.

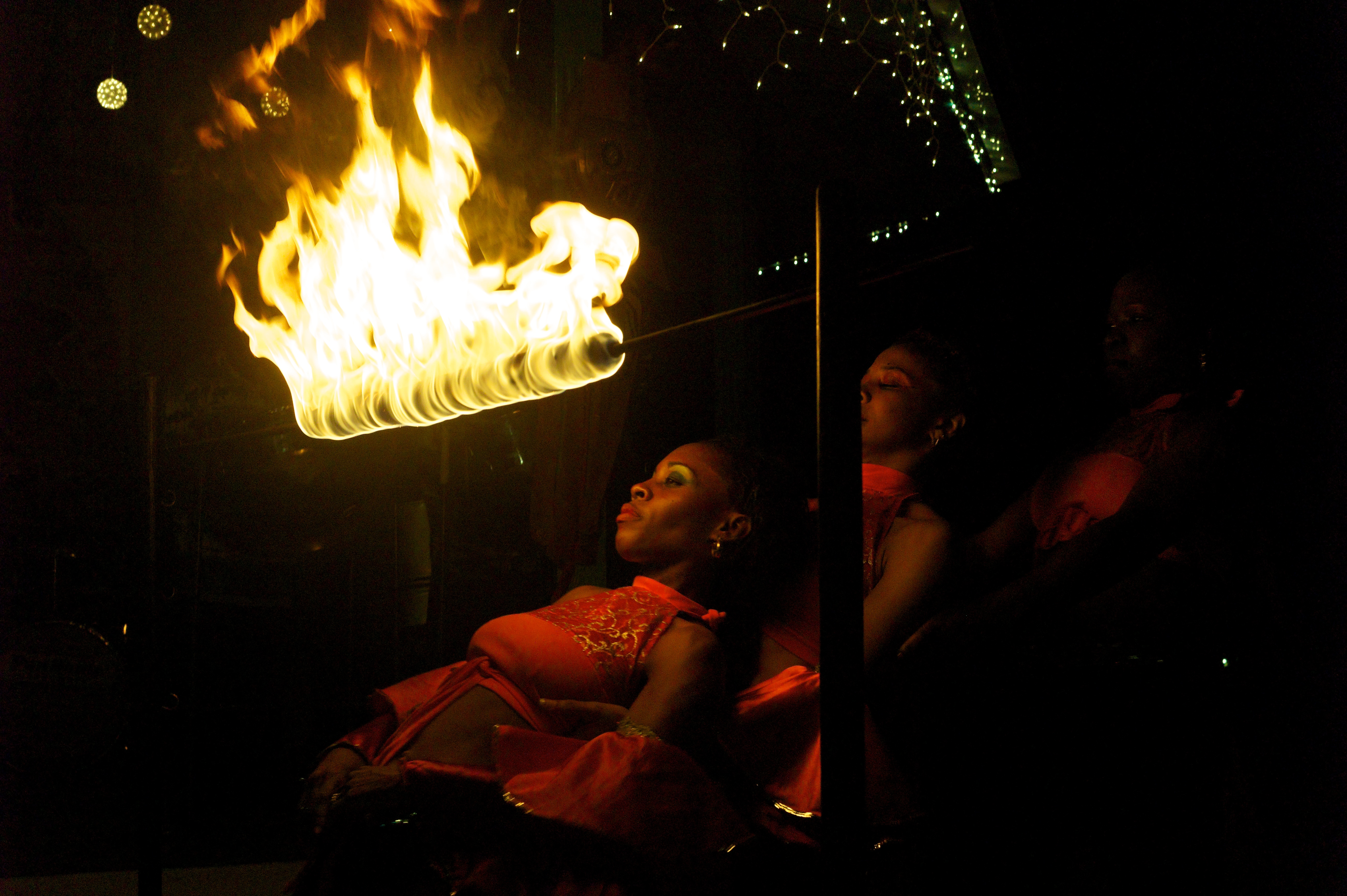
Bailarinas con fuego en Santa Lucía

El jwé (juego) es una forma de música folclórica rural lucianense asociada a las fiestas en la playa, los velorios, los bailes débòt y las reuniones de luna llena. El jwé se interpreta como un acto social informal que brinda a los lucianos la oportunidad de mostrar sus habilidades verbales y comunicar sus comentarios cómicos, sociales y políticos sin ofender a la gente. El jwé incluye canciones tanto para hombres como para mujeres, que pueden ser cantantes, aunque la mayoría de los instrumentistas folclóricos lucianeses son hombres. Una actuación de jwé se considera buena si el público participa con entusiasmo aplaudiendo, respondiendo al líder y cantando y bailando. Algunos lucianos evitan el jwé por completo debido a su lirismo y atmósfera sexualmente subidos de tono; sin embargo, algunos elementos del jwé se han introducido en la cultura luciana dominante, como el uso del lang dévivé, o decir lo contrario de lo que se quiere decir.
Los elementos musicales del jwé incluyen el gém (canción-juego), el listwa (narración de cuentos), el jwé chanté (canciones cantadas) y el jwé dansé (canción-juego-danza). Estas formas están unidas por el uso de la lengua criolla, el canto de llamada y respuesta entre un líder y un coro, con la excepción del listwa, y el uso de la improvisación. El jwé chanté y el listwa son estilos puramente vocales, sin acompañamiento ni danza tradicional; los otros dos suelen ir acompañados de un tambor ka o, a veces, de los palos de percusión tibwa, que proporcionan ritmo a los bailarines.
El jwé cantado, jwé chanté o chanté kont, forma parte sobre todo de la tradición de los velatorios. El líder del jwé chanté utiliza la pantomima para representar escenas de un cuento o, a veces, sólo los dobles sentidos del mismo. Las gém (canciones de juego) giran en torno a un líder que utiliza sus propias florituras en una danza coreografiada e improvisa letras ingeniosas, mientras el público participa en la actuación. El jwé dansé incluye cuatro danzas tradicionales. El solo es un baile en pareja, y el débòt, el yonbòt y el jwé pòté son bailes en círculo. El blòtjé es un movimiento musical que se encuentra en todos los estilos de jwé dansé y se produce, por ejemplo, cada cuatro tiempos en la danza débòt.
Además del jwé y otras músicas de entretenimiento, en Santa Lucía también hay estilos que sólo se utilizan en ocasiones concretas. Entre ellos se encuentran las canciones de trabajo, las canciones para beber, la música fúnebre y las serenatas y mascaradas. Estas dos últimas tradiciones están casi extinguidas en la Santa Lucía actual. La mascarada era una celebración que tenía lugar cerca de días festivos como Pascua y Año Nuevo, y que incluía una orquesta formada por un tanbou tenbal, un chakchak y una flauta de bambú. Este mismo conjunto también actúa tradicionalmente en las peleas de gallos, los tiovivos y las serenatas vocales, llamadas séwinal en criollo luciano.

### Gastronomía

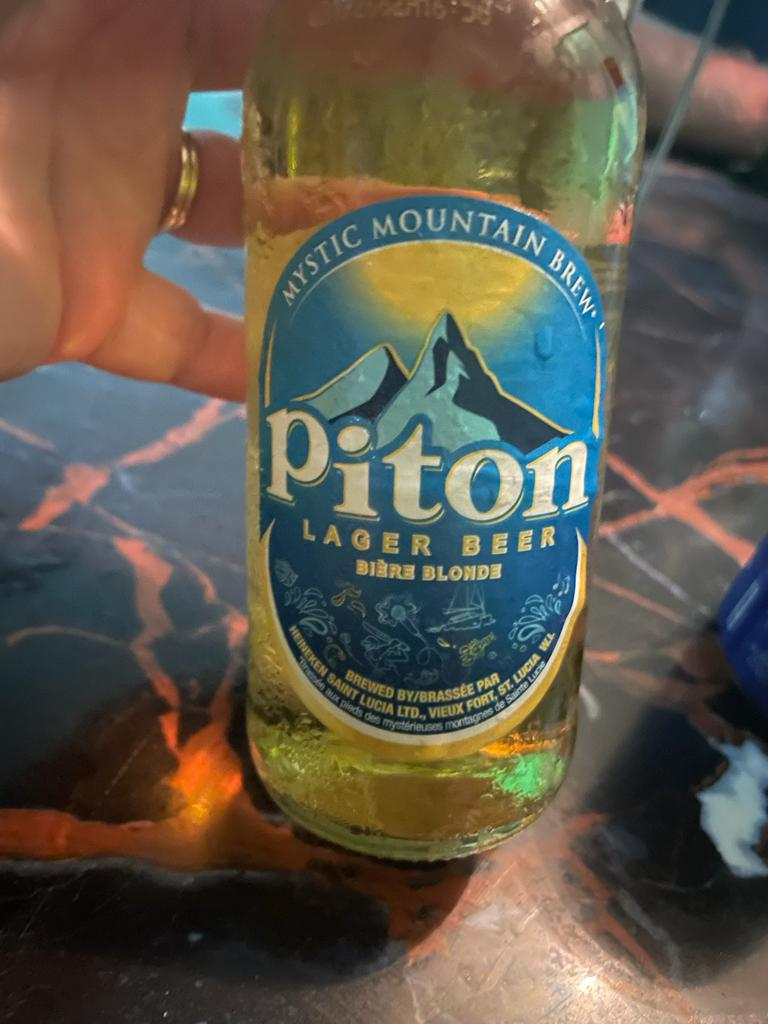
Piton, una bebida de Santa Lucía

La cocina de Santa Lucía es una combinación de platos franceses, de las Indias Orientales y británicos. Antes de la colonización, los caribes y los arahuacos ocupaban la isla y sobrevivían gracias a sus diversas frutas y verduras naturales, como mangos, naranjas, mandarinas, aguacates y frutos del árbol del pan.
Santa Lucía es conocida por su plato nacional, que consiste en plátanos verdes y pescado salado, conocido localmente como higos verdes y pescado salado; el fruto del pan y el pescado salado también es otro de los platos favoritos de los lugareños.
Otras especialidades son el bouyon, una sopa espesa de alubias rojas hecha con carne, tubérculos molidos y verduras. Otros platos locales populares son la sopa de callaloo, el Accra (un bocadillo frito compuesto de harina, huevo, condimentos y el ingrediente principal de pescado salado, que suele prepararse en Semana Santa), la ensalada de higos verdes, el té de cacao (una bebida caliente especiada tradicional de los desayunos) y los bakes (que es un pan frito; también se conoce como flotadores), entre otros.
Las influencias británica e india de la isla se aprecian en la variedad de especias empleadas en su cocina, entre las que destacan el ajo, la canela, la nuez moscada, el cacao, el perejil, el clavo y la pimienta de Jamaica. Una amplia variedad de frutas locales, como manzanas golden, mangos, carambola y tamarindo, se utilizan para hacer jugos, aunque el jugo de lima (calabaza de lima) parece una opción más popular para disfrutar junto con los manjares locales.

## Deporte
El equipo de cricket de las islas de Barlovento incluye jugadores de Santa Lucía y juega en el torneo regional de las Antillas Occidentales. Darren Sammy se convirtió en el primero de Santa Lucía para representar a las Indias Occidentales en su debut en 2007, y desde 2010 ha sido capitán. En una carrera internacional que abarca de 2003 y 2008, y que incluye 41 ODI y un ensayo, Nadine George se convirtió en la primera mujer en anotar un e la prueba para el equipo. Sammy y George fueron reconocidos por el Gobierno de Santa Lucía como Deportista del Año y Deportista del Año, respectivamente, para 2004.
.

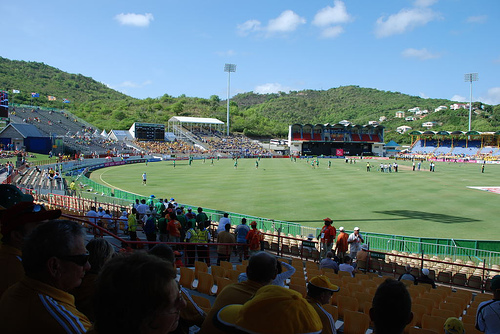
Estadio Darren Sammy, principal escenario del críquet santalucense tiene capacidad para 15.000 espectadores

En el Campeonato Mundial de Atletismo en Pista Cubierta de 2024 la velocista Julien Alfred consiguió la medalla de oro en la prueba de 100 metros planos, siendo esta la primera medalla ganada en un campeonato mundial de atletismo para Santa Lucía.El 3 de agosto de 2024 esta velocista gana la Medalla Dorada en los Juegos Olímpicos de París 2024, con una marca de 10,72 segundos. 
En Santa Lucía también vive Levern Spencer, saltadora de altura que ostenta el récord nacional de 1,94 metros. Ha ganado medallas en los Juegos Panamericanos, de la Commonwealth y de la CAC.
Darvin Edwards posee el récord nacional de Santa Lucía de salto de altura masculino con una altura de 2,31 metros.Ganó una medalla de bronce en los Campeonatos Centroamericanos y del Caribe de Atletismo de 2011.
En Santa Lucía hay tres campos de golf. El campo de golf Sandals St Lucia cuenta con 18 hoyos y se encuentra en la parte sur de la isla. El St Lucia Golf & Country club cuenta con 18 hoyos y el Jalousie Hilton Resort & Spa tiene nueve hoyos.
El tenis está ganando popularidad en Santa Lucía. El hotel St Lucian de la isla ofrece dos coobuip Junior Tournament tiene lugar. Santa Lucía también compite anualmente en la Copa Davis, una competición internacional de tenis, en la que Vernon Lewis y Kane Easter, ex Deportista del Año, han sido dos de los jugadores más regulares de la isla a lo largo de los años. El Gobierno de Santa Lucía tiene previsto construir un Centro de Tenis. (actualización) El Centro de Tenis ya está construido y se abrió al público el 11 de abril de 2011. Lo que ha fomentado el crecimiento de muchos jóvenes atletas. También está en auge una academia de tenis, la Tigers Inflow tennis Academy, cuyo objetivo es iniciar a los niños en este deporte y abrirles vías para que puedan obtener becas universitarias que les permitan proseguir su educación y su carrera en el tenis.

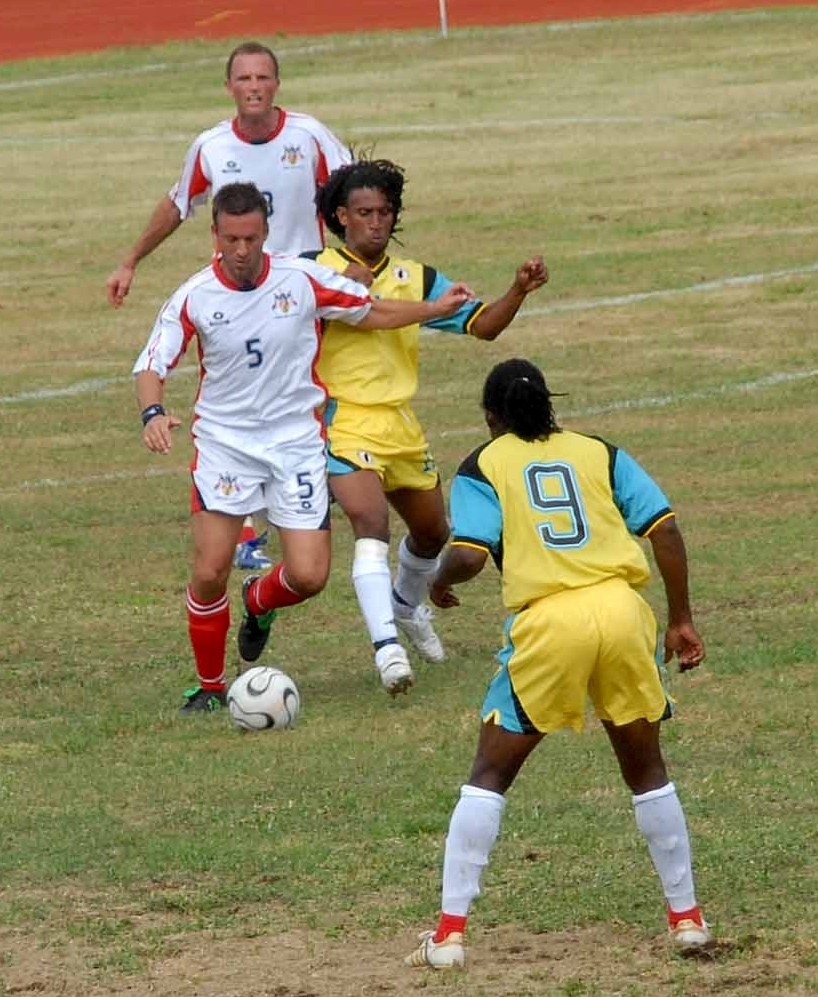
Partido de fútbol entre las selecciones caribeñas Santa Lucía e Islas Turcas y Caicos

El voleibol disfrutó de un periodo de crecimiento en la década de 1980, cuando las rivalidades entre equipos como Le Club y Ciceron Seagulls avivaron el interés. Santa Lucía ha ganado varias veces las competiciones masculina y femenina de voleibol de la Organización de Estados del Caribe Oriental (OECO), incluso el torneo femenino cuando se celebró por primera vez en las instalaciones cubiertas de Beausejour en 2008. El gimnasio Beasejour también acogió la primera ronda de los Campeonatos Mundiales de Voleibol masculino y femenino de la FIVB en 2008.
El netball, el rugby, la natación y el baloncesto se están popularizando rápidamente en la isla. El Centro Acuático Rodney Heights es una instalación de natación de recorrido corto (25 m) situada en el norte de la isla. Santa Lucía ha ganado varios campeonatos de natación de la OECO.
El squash también es relativamente popular en Santa Lucía. Las principales pistas de squash de Santa Lucía se encuentran en las zonas colindantes del St Lucia Racquet Club y el St Lucia Yacht Club. Santa Lucía ha organizado y ganado varias ediciones del Torneo de Squash de la OECO.
Santa Lucía estuvo representada recientemente por un equipo de 48 personas que viajó a Granada el 25 de julio de 2008 para participar en los Juegos del Campeonato Intercolegial de las Islas de Barlovento. El torneo incluía voleibol masculino y femenino, en el que tanto el equipo masculino como el femenino salieron victoriosos, baloncesto masculino y femenino, netball, fútbol y atletismo.
La selección nacional de fútbol de Santa Lucía representa a esa nación en el fútbol internacional masculino y está administrada por la Asociación de Fútbol de Santa Lucía, el órgano rector del fútbol en Santa Lucía. Es miembro de la FIFA desde 1988 y de la CONCACAF desde 1986. El equipo nunca se ha clasificado para la Copa Mundial de la FIFA ni para la Copa Oro de la CONCACAF.

El equipo intentó clasificarse para el torneo final de la Copa Mundial por primera vez durante la fase de clasificación para el Mundial de 1994, cuando fue eliminado en la primera ronda de clasificación por San Vicente y las Granadinas en 1992.

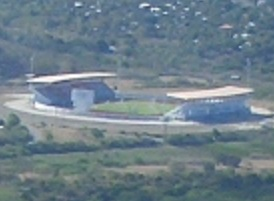
El Estadio George Odlum que puede recibir hasta 8000 espectadores

En la fase de clasificación para la Copa Mundial de la FIFA CONCACAF 2014, Santa Lucía se enfrentó a Aruba en la primera ronda de clasificación, perdiendo el partido de ida por 4-2 en Aruba. El partido de vuelta en Santa Lucía se saldó con una victoria por 4-2 en el minuto 90, lo que llevó la eliminatoria a la prórroga y, posteriormente, a la tanda de penales. Santa Lucía ganó la tanda por 5-4 y pasó al cuadro principal de la Copa Mundial de la FIFA 2014. Santa Lucía quedó encuadrada con Canadá, San Cristóbal y Nieves y Puerto Rico en el Grupo D de la segunda ronda de clasificación. Santa Lucía fue eliminada de la clasificación para el Mundial tras quedar última de su grupo con un punto como resultado de un empate y cinco derrotas. En 2014, el equipo ganó el Torneo de las Islas de Barlovento tras vencer a Dominica por 2-0,Granada por 1-0 y empatar con San Vicente y las Granadinas.
La Asociación de Fútbol de Santa Lucía estableció una asociación con el Carlisle United inglés por la que cuatro futbolistas de Santa Lucía se probaron en el club cada año a partir de 2012, a cambio de que el Carlisle obtuviera el derecho de tanteo sobre los derechos profesionales de los jugadores.
La FIFA anunció que Santa Lucía se retiraba de la fase de clasificación para la Copa Mundial de la FIFA 2022 antes de su primer partido, tras haber quedado encuadrada inicialmente en el Grupo E de la primera ronda.